# Mănăstirea Râșca
Mănăstirea Râșca este o mănăstire ortodoxă de călugări amplasată în satul Râșca (din județul Suceava), la o distanță de circa 15 kilometri de orașul Fălticeni. Biserica mănăstirii este una dintre bisericile medievale din nordul Moldovei pictate în exterior, fiind singura pictată în stil bizantin.
Aici se ajunge de pe Drumul Național Roman-Fălticeni, urmând drumul din partea stângă din dreptul comunei Vadu Moldovei și trecând apoi prin satele Bogdănești și Râșca. Mănăstirea se află la baza unui deal împădurit de pe pitoreasca vale a pârăului Râșca, afluent al râului Moldova.
Ansamblul Mănăstirii Râșca a fost inclus pe Lista monumentelor istorice din județul Suceava din anul 2015, având codul de clasificare SV-II-a-A-05630 și fiind alcătuit din următoarele 4 obiective:
- Biserica "Sf. Nicolae" - datând din anul 1542, cu transformări din anii 1611-1617, având codul SV-II-m-A-05630.01
- Turnul clopotniță - datând din secolul al XIX-lea, având codul SV-II-m-A-05630.02
- Chiliile - datând din secolul al XIX-lea, având codul SV-II-m-A-05630.03
- Zidul de incintă - datând din prima jumătate a secolului al XVII-lea, având codul SV-II-m-A-05630.04

## Istoric

### Construirea mănăstirii

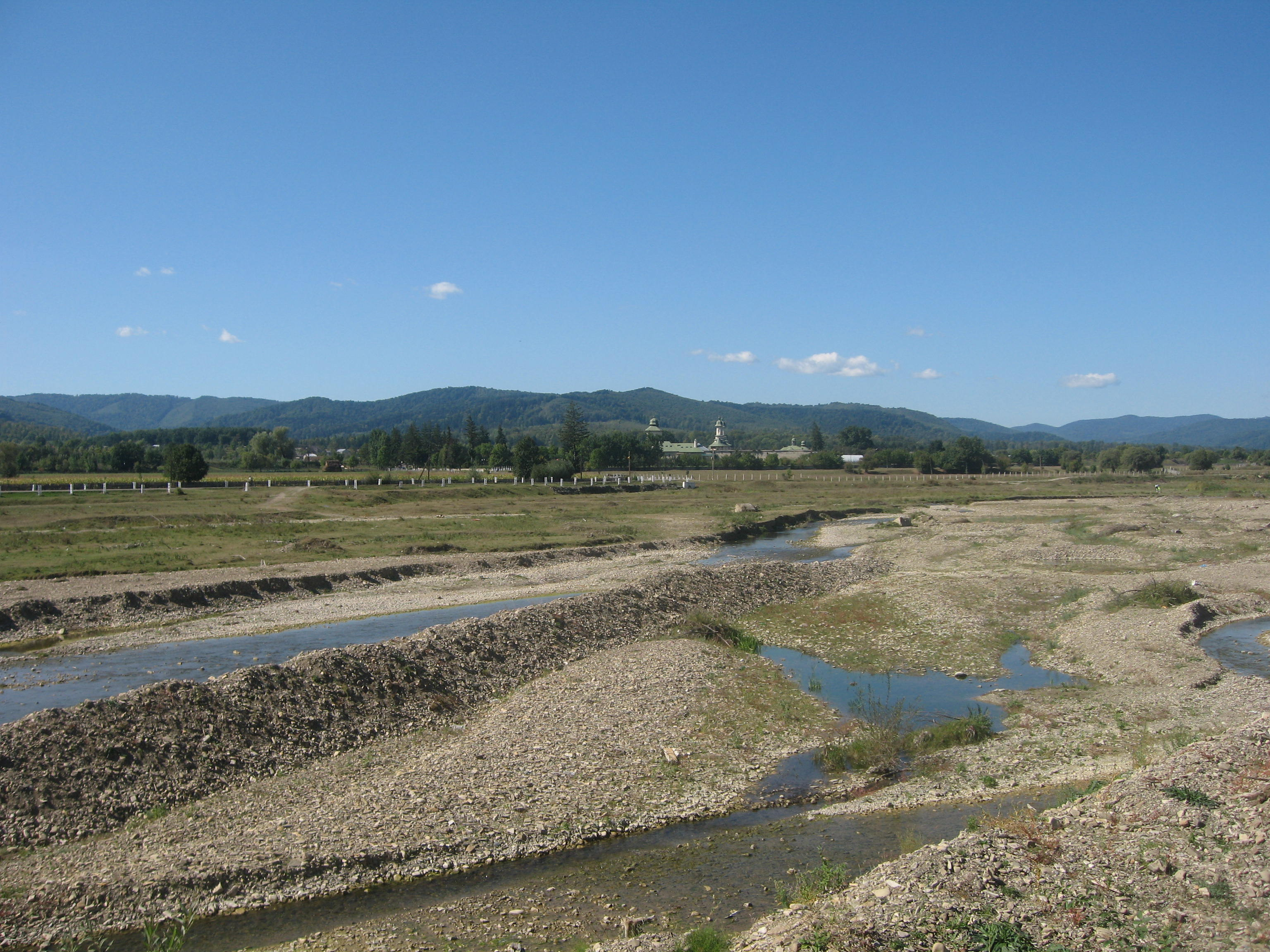
Complexul mănăstirii Râşca văzut de pe malul stâng al râului Râşca.

Mănăstirea Râșca este rezultatul mai multor etape succesive de construcții. Ea își trage originea în Mănăstirea Bogdănești, care fusese zidită în jurul anului 1363 de către domnitorul Bogdan I al Moldovei (1359-1365), ca să slujească ca biserică domnească în vecinătatea târgului Baia atunci întemeiat. Distrusă din temelie și pustiită de către tătari în 1510 și 1512 și apoi în 1538 de către turcii lui Soliman Magnificul, ea nu a mai putut fi reconstruită.
Revenit pe tronul Moldovei în anul 1541, voievodul Petru Rareș (1527-1538, 1541-1546) a luat hotărârea, la îndemnul mitropolitului Grigorie Roșca, să construiască în apropiere, pe un deal aflat dincolo de râul Râșca o altă mănăstire, unde să mute întreaga obște de la Bogdănești. Domnitorul a dat bani episcopului de Roman, Macarie (cronicarul), după cum reiese dintr-o traducere târzie a pisaniei, ca să zidească o nouă biserică în stilul obișnuit al epocii. În construirea bisericii, episcopul Macarie a fost ajutat de logofeții Ioan și Teodor Balș.
Mănăstirea Râșca a devenit metoc al Mănăstirii Probota. Biserica construită era de dimensiuni modeste și avea hramul Sf. Ierarh Nicolae. Ea a fost împodobită ca pe una din ctitoriile lui Petru Rareș, cu picturi în frescă  realizate de grecul Stamatello Kontras din Zante. De asemenea, au fost construite ziduri împrejmuitoare cu creneluri și turn, pentru a sluji la nevoie ca cetate. Sfințirea mănăstirii a avut loc la 9 mai 1542, fiind aduse atunci moaștele Sfântului Nicolae.

### Zile de restriște

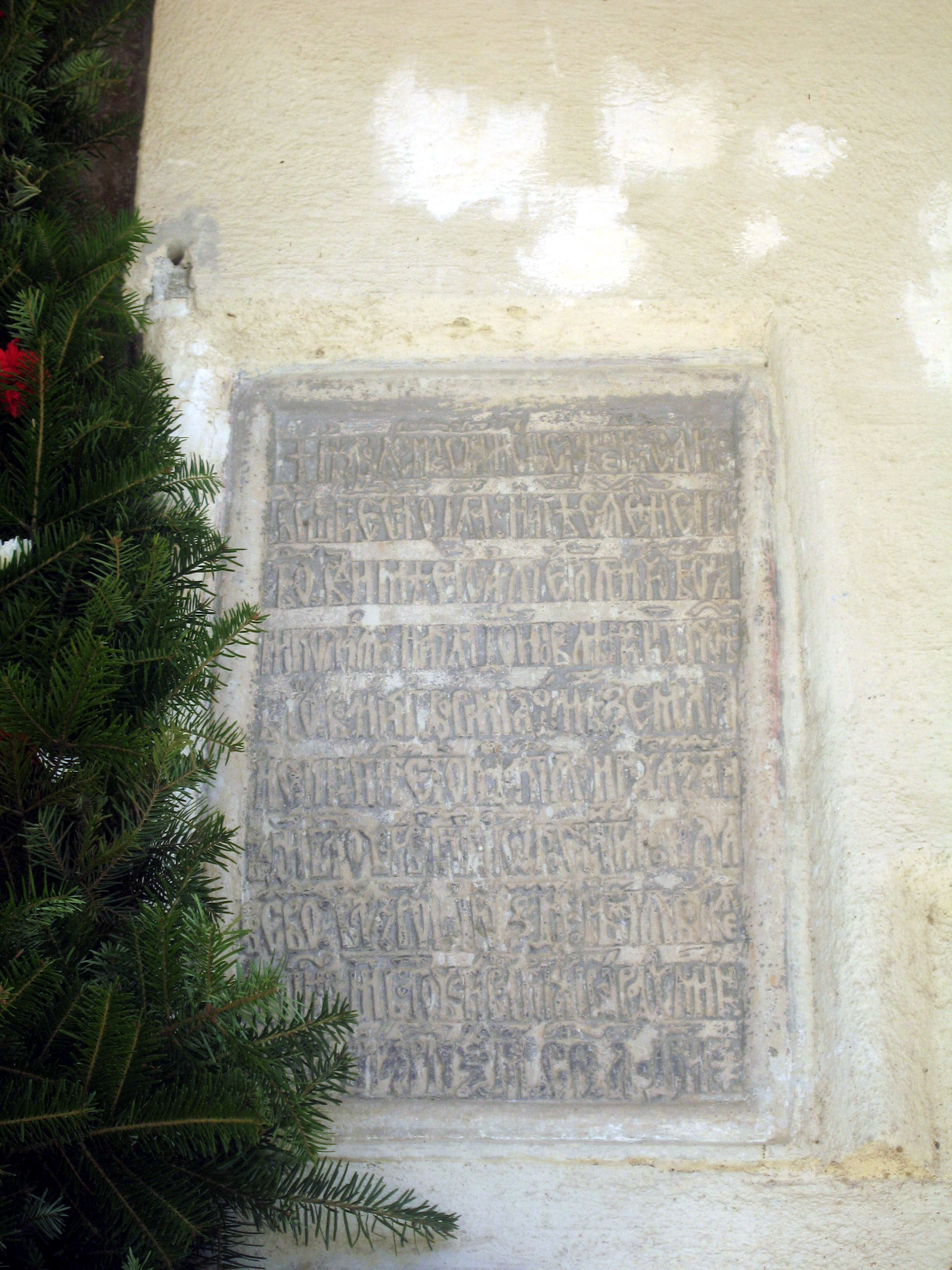
Pisania pusă pe zidul pridvorului.

După învingerea lui Ioan Vodă cel Cumplit în Bătălia de la Roșcani din 11 iulie 1572, prin trădarea boierului Ieremia Golia, turcii și tătarii au invadat Moldova. La apropierea lor de Mănăstirea Râșca, călugării au coborât clopotele din turn și le-au aruncat în iazul din fața mănăstirii, ca nu cumva să le ia păgânii pentru a face gloanțe din ele. Apoi au fugit prin păduri pentru a se adăposti. Mănăstirea a fost prădată de tătari, ea rămânând în ruină timp de aproape 40 ani.
După mai bine de o jumătate de secol de la construirea sa, între anii 1611-1617, marele vornic al Țării de Jos, Costea Băcioc, soția sa, Candachia și fiica lor, Tudosca (prima soție a lui Vasile Lupu), a pus la dispoziție averea sa pentru refacerea complexului mănăstiresc, adăugând vechii biserici (după cum stă scris în inscripția pusă de el deasupra intrării sudice) un pridvor masiv care a dublat aproape dimensiunile clădirii. Interiorul noii construcții a fost împărțit prin două arcuri transversale, însoțite de un brâu răsucit, în travee, deasupra celei mai largi, înălțându-se, prin mijlocirea unui rând de arcuri oblice, cea de-a doua turlă a bisericii. Cu prilejul acestor lucrări de extindere, a fost refăcută probabil și turla veche a naosului, schimbându-se radical înfățișarea biserici lui Petru Rareș. El a dispus repararea pe cheltuiala sa și a celorlalte corpuri ale mănăstirii: chiliile și clopotnița, precum și zidul înconjurător.
Pe peretele sudic al pridvorului, deasupra ușii de intrare în biserică, a fost pusă o pisanie cu caractere slavone, având următorul cuprins: "Cu ajutorul Fiului și cu săvârșirea Sfântului Duh s-a început acest pridvor și cu stăruință s-a zidit în numele Sfântului Ierarh Nicolae, făcătorul de minuni, cu zidirea și cu ordinul dumnealui Costea Băcioc, mare vornic al Țării de Jos și cu principesa Candachia și s-a început a se zidi în zilele bine credinciosului domnitor Io Constantin Moghilă voievod la anul 1611 iunie 7 zile și cu voia lui Dumnezeu s-a săvârșit în zilele binecredinciosului domnitor Io Radu Mihnea voievod, la anul 7126 (1618) luna septembrie 30, pentru aceasta rog să vestiți toate".
Inițial o ctitorie domnească de proporții modeste, mănăstirea s-a dezvoltat ulterior, devenind una dintre cele mai reprezentative așezări monahale din trecutul Moldovei. Biserica a fost prădată în mai multe rânduri: 
- la 4 mai 1633 niște tâlhari unguri au prădat mănăstirile Neamț și Râșca
- în 1671 a fost pustiită și jefuită de tătari
- în 1674, tătarii aduși în Moldova de domnitorul Dumitrașcu Cantacuzino, pentru a-i sprijini domnia, au prădat din nou mănăstirea
- 1686, 1691, 1697 și 1716 sunt ani în care tătarii au pustiit iarăși mănăstirea, jefuind-o de multe odoare de preț

La începutul secolului al XVIII-lea, Mănăstirea Râșca a început să decadă și să devină pustie atât din cauza prădăciunilor efectuate de tătari, cât și ca urmare a închinării Mănăstirii Probota în 1677 de către mitropolitul Dosoftei către Ierusalim. Deși era metoc al Probotei, călugării de la Mănăstirea Râșca nu au recunoscut această închinare, mănăstirea devenind de sine stătătoare, supusă doar Mitropoliei Moldovei.

### Refacerea complexului mănăstiresc
În perioada stăreției egumenului Calistru Ene (1750-1778), mănăstirea a început să fie refăcută treptat. Biserica a fost reparată în anul 1766, dar nemaireușind să-și recupereze nici vechiul tezaur al odoarelor cu care fusese înzestrată și nici vechea arhitectură a clădirilor mănăstirești care au fost în cea mai mare parte reconstruite. Între anii 1798-1799, egumenul Chiril a refăcut chiliile mănăstirești, apoi în anul 1815 egumenul Sofronie a zidit un paraclis lângă egumenia veche, care este stricat apoi de egumenul Grigore Crupenschi.
Mănăstirea a fost prădată de către turci în anul 1821, „când numai zidul au rămas”. Pe vremea mitropolitului Veniamin Costachi (1803-1842), stareț fiind arhimandritul Isaia (1821-1842), în perioada 1823-1827, după cum arată și inscripția pusă atunci, s-au executat numeroase lucrări de renovare a bisericii. A fost dărâmat zidul despărțitor dintre pronaos și naos, ferestrele au fost lărgite fiind întărite cu gratii, intrarea sudică în pridvorul construit de Costea Băcioc a fost zidită, creându-se în schimb alta nouă pe latura vestică, iar vechea pictură a bisericii a fost refăcută. Totodată, s-a ridicat un pridvor mai mic lângă zidul vestic al bisericii și un proscomidiar la nordul altarului, iar între cele două turle vechi a fost construită o a treia, din lemn. Aceste din urmă adaosuri au fost înlăturate cu prilejul lucrărilor de restaurare a bisericii, care au urmat puternicului incendiu din 1921. De asemenea, el a pus să fie zugrăvite pe peretele nordic al pridvorului tabloul ctitorilor: Petru Rareș și familia sa, precum și pe episcopul Macarie.
Tot în timpul egumenului Isaia s-au construit și actualele chilii de pe latura sudică și estică, lărgindu-se totodată și vechea trapeză din 1765. Cu prilejul acestor lucrări, s-a amplasat pe peretele sudic al pridvorului o pisanie cu caractere chirilice, având următorul text: "Întru cinstea și mărirea sfântului ierarh Nicolae, patronul acestii monastiri, la anul 1827 în zilele preasfințitului mitropolit Veniamin Costache, cu osărdia și cheltueala preacuviosului arhimandrit Kir Isaia egumenul acestui sfănt lăcaș care sau prefăcut după modelul obișnuit acum în Moldova sau lărgit înlăuntru prin dărmarea unui părete din mijloc sau mărit și sau întărit ferestile cu gratii, sau adaos proscomidiar, sau înformat fostul pridvor în trupul bisericii adăogiendusă altul de nou, sau acoperit, sau zugrăvit pe dinlăuntru și pe dinafară și sau împodobit cu multe odoară înturnănduse multe drituri și moșii împresurate.".
Prin poziția ei retrasă, Mănăstirii Râșca i s-a dat și destinația de a fi închisoare pentru călugării vagabonzi și îndeosebi pentru boierii răzvrătiți împotriva domnitorului Moldovei. Din ordinul domnitorului Mihail Sturdza (1834-1849), în anul 1844, a fost închis timp de șase luni (22 iulie - 9 decembrie 1844), într-o încăpere din turnul clopotniță de la Râșca marele istoric și om de stat Mihail Kogălniceanu (1817-1891), surghiunit pentru vederile sale politice inovatoare. În perioada arestului său, el a fost păzit permanent de un sergent, un caporal și patru soldați. În această perioadă, Kogălniceanu a scris „Fragmente scoase din cronicile Moldovei și Valahiei, pentru a sluji la istoria lui Petru cel Mare, Carol al X-lea, Stanislav Lezinschi, Dumitru Cantemir și Constantin Brâncoveanu“, publicată la Iași în 1845, în două volume.
La 100 de ani de la moartea sa, la 20 iunie 1991, a fost amplasată pe clădirea turnului clopotniță o placă de marmură care atestă acest fapt.
Cișmeaua din curtea mănăstirii a fost refăcută la 1849 prin osârdia egumenului Neonil. În anul 1872, s-au executat aici lucrări de reparații ale mănăstirii. S-au realizat acoperișurile cu bulb de pe turnul porții și de pe cuhne, s-a dărâmat pridvorul, s-a închis intrarea de pe latura de sud și s-a deschis intrarea dinspre vest și s-a repictat biserica.
În perioada Marelui Război pentru Întregirea Neamului (1916-1918), călugării din această mănăstire au mers ca infirmieri pe câmpul de luptă pentru îngrijirea răniților, iar chiliile mănăstirii au servit ca spital militar, îngrijit de călugării bătrâni, pentru ca "toți în acel vremuri grele pentru țară, ca buni români, să-și facă datoria" (după cum scrie pe o placă de marmură amplasată pe clădirea bisericii în anul 1931).
În anul 1921, în timpul starețului Pancratie Fasolă, a avut loc un mare incendiu care a ars acoperișul bisericii, casa de oaspeți și chiliile cu întreaga gospodărie, astfel încât mănăstirea era amenințată cu pustiirea. Din îndemnul și cu stăruința mitropolitului Pimen Georgescu al Moldovei (1909-1934), mănăstirea a fost refăcută între anii 1923-1931 prin munca și osârdia călugărilor, ajutați de popor și de autorități, fiind terminată reconstrucția celor distruse în anul 1931, în timpul stăreției arhimandritului Paisie Cozma.
În memoria acestui eveniment a fost amplasată pe clădirea bisericii, în stânga intrării, o placă de marmură cu următoarea inscripție: 
"Spre știință
Mănăstirea Râșca - la început numită Bogdănești - a fost înființată în 1359 de Bogdan Vodă, venit din Maramureș ca întemeetor al Principatului Moldovei. Distrusă fiind de tătari prin foc, a fost refăcută în 1511 de Bogdan Vodă, fiul lui Ștefan cel Mare.
Dar și aceasta, pustiită fiind de turci, s'a zidit din temelie în 1540 actuala mănăstire, dincolo de râul Râșca, pe un dâmb, de Petru Rareș voevodul Moldovei, dându-i numele: Mănăstirea Râșca.
Știut să fie că Mănăstirea Râșca, prin poziția ei, retrasă fiind, i s'a dat și destinația a fi închisoare pentru călugării vagabonzi și în deosebi pentru boerii răzvrătiți împotriva domnitorului. Din ordinul prințului Mihail Sturza, a fost închis aici, în 1844, în celula din zidul clopotniței, care se vede și astăzi, Mihail Kogălniceanu, marele bărbat de stat, 6 luni, pentru ideile sale politice prea înaintate.
În 1921 un groaznic foc a ars acoperișul bisericii, casa de oaspeți și chiliile cu întreaga gospodărie, așa că mănăstirea era amenințată cu pustiirea. Din îndemnul și stăruința I.P.S. Mitropolit Pimen al Moldovei, a fost refăcută prin munca și osârdia călugărilor, ajutați de popor și autorități; terminându-se în timpul domniei M.S. Regelui Carol II, prim ministru fiind Dl. N. Iorga, stareț fiind arhimandritul Paisie Cozma.
În vremea Marelui Război pentru Întregirea Neamului, 1916-1918, călugării din această mănăstire au mers ca infirmieri pe câmpul de luptă pentru îngrijirea răniților, iar chiliile mănăstirei au servit ca spital militar, îngrijit de călugării bătrâni, pentruca toți, în acele vremuri grele pentru țară, ca buni români, să-și facă datoria.
-1931-"
Noi lucrări de restaurare au avut loc la Mănăstirea Râșca între anii 1965-1968 (în special la turnul clopotniță și la zidul de incintă) și 1972-1991 prin purtarea de grijă a mitropoliților Iustin Moisescu și Teoctist Arăpașu (deveniți ulterior patriarhi ai României). Printre monahii care au viețuit aici sunt de menționat monahii Antonie Plămădeală (viitor mitropolit al Ardealului) și Calinic Dumitriu (stareț al acestei mănăstiri între anii 1990-1991 și viitor arhiepiscop al Sucevei și Rădăuților).

## Moaşte
Printre odoarele bisericii sunt de menționat o părticică din moaștele Sfântului Nicolae (aduse aici în 1542; v. "Construirea mănăstirii"), o părticică din moaștele Sfântului Serafim de Sarov și o părticică din lemnul Sfintei Cruci, donată de Biserica Ortodoxă Greacă.

## Arhitectura complexului

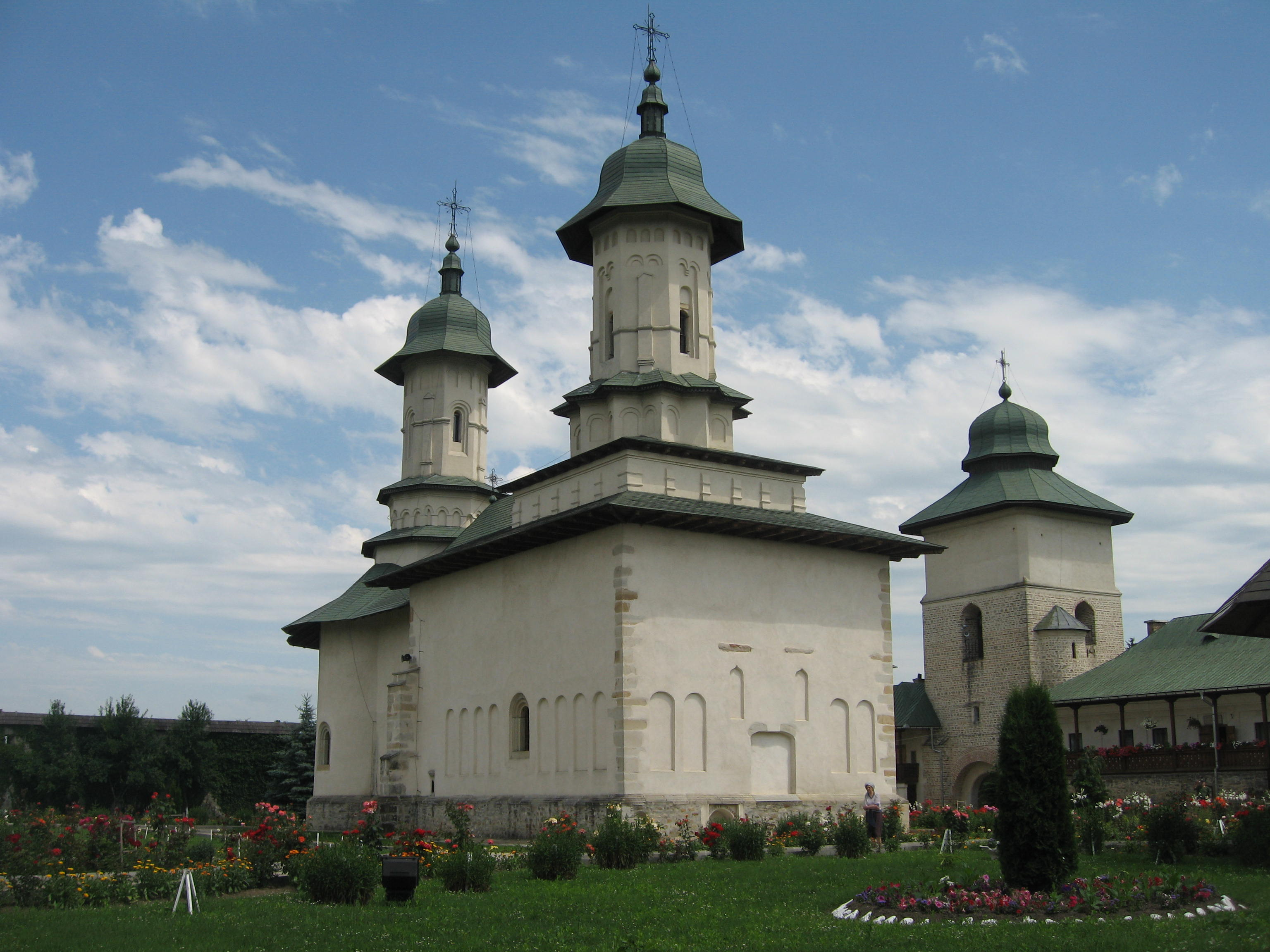
Biserica Mănăstirii Râşca.

### Biserica "Sf. Nicolae"
Biserica a fost ctitorită în anul 1542 de către Petru Rareș și extinsă în perioada 1611-1617 de către vornicul Costea Băcioc.
Este de remarcat decorația picturală a bisericii, datorită fidelității cu care pictorul din 1827 a reușit să reînnoiască pe alocuri modelele originare. S-au păstrat astfel în absida altatului scene din viața Sfintei Fecioare Maria și Împărtășirea Apostolilor, iar pe pereții naosului reprezentări din Viața și Patimile Mântuitorului - Cina cea de taină, Spălarea picioarelor, Învierea lui Lazăr, Iisus în fața lui Pilat, Batjocorirea lui Iisus ș.a.
Unele dintre picturi au fost lăsate cu vechea lor înfățișare, cum este cazul portetului Sfântului Nicolae din colțul nord-estic al altarului și cu Înmulțirea pâinilor din unghiul nord-estic al naosului. În aceeași situție se află și pictura exterioară, unde cele două mari compoziții de pe peretele sudic, Judecata de apoi și Scara Sfântului Ioan Climax, amintesc maniera de tratare a acestor subiecte de către pictorii epocii lui Petru Rareș. Episcopul Macarie a fost reprezentat la capătul de jos al Scării, fiind singurul îmbrăcat în veșminte arhierești din întreaga procesiune.
Pe peretele exterior sudic al pridvorului se află un rând de patru medalioane cu monahi (printre care și starețul Isaia).
În pridvorul bisericii se află, sub ocnița tabloului votiv, piatra de mormânt a episcopului Macarie, cel care a înscris în file de letopiseț povestea anilor de domnie ai ocrotitorului său, Petru Rareș, precum și lespedea funerară a mamei lui Alexandru Lăpușneanu. Ambele au fost aduse aici, potrivit tradiției, din pronaosul bisericii. Pe lespedea de pe mormântul Doamnei Anastasia se află următoarea inscripție: Binecredinciosul și de Hristos iubitorul Io Alexandru Voevod, domn Țării Moldovei, a înfrumusețat acest mormânt maicii sale Doamnei Anastasia care a trecut la veșnicile lăcașuri și a fost îngropată aici la anul 7066 (1558) indiction 10, crugul lunii 7, al soarelui 11, luna Mai 2.

### Alte construcții
- Turnul-clopotniță - cu două etaje, prezintă elemente arhitectonice care permit datarea lui, cu oarecare siguranță, în secolul al XVII-lea.

Turnul are la bază o boltă cilindrică, construită în tehnica bizantină, dublată de arcuri frânte. La primul etaj se află camera în care a fost surghiunit, din ordinul prințului Mihail Sturdza, Mihail Kogălniceanu, pentru că ar fi uneltit împotriva domnitorului. La cel de-al doilea etaj se află clopotnița, ferestrele dinspre interiorul incintei terminându-se într-un arc frânt, specific stilului gotic.
Pe zidul nordic al turnului-clopotniță se află o placă de marmură cu următoarea inscripție: "Aici a fost surghiunit 22-XI 9-XII 1844 marele patriot Mihail Kogălniceanu 6-IX-1817 20-VI-1891 Centenar U.N.E.S.C.O. 20-VI-1991".
- Chiliile - datează din secolul al XVIII-lea (cele mai vechi sunt cele de pe latura vestică), fiind construite pe la anul 1766 de către egumenul Calistru Ene. Între anii 1821-1842, sub egumenia arhimandritului Isaia s-au construit și actualele chilii de pe latura sudică și estică, lărgindu-se totodată și vechea trapeză [9] din 1765.
- Zidul de incintă - este construit de către hatmanul Gavriil Coci, fratele lui Vasile Lupu, fiind prevăzut cu turnuri la colțuri. El a fost reparat și supraînălțat, iar pe latura de nord refăcut din temelie în a doua jumătate a secolului al XVIII-lea.

## Mănăstirea Râșca în literatura română
După cum scrie în povestirea "În munții Sucevii" din volumul "România pitorească" (1901), în drumul său prin Ținutul Suceava, "cel din urmă ținut de munte al țării", scriitorul Alexandru Vlahuță a poposit și la Mănăstirea Râșca, "pusă subt o sprinceană de braniște, la marginea șesului, întemeiată de episcopul Macarie al Romanului în zilele lui Petru Rareș, care-a înzestrat-o c-o biserică și cu opt chilii".

## Imagini

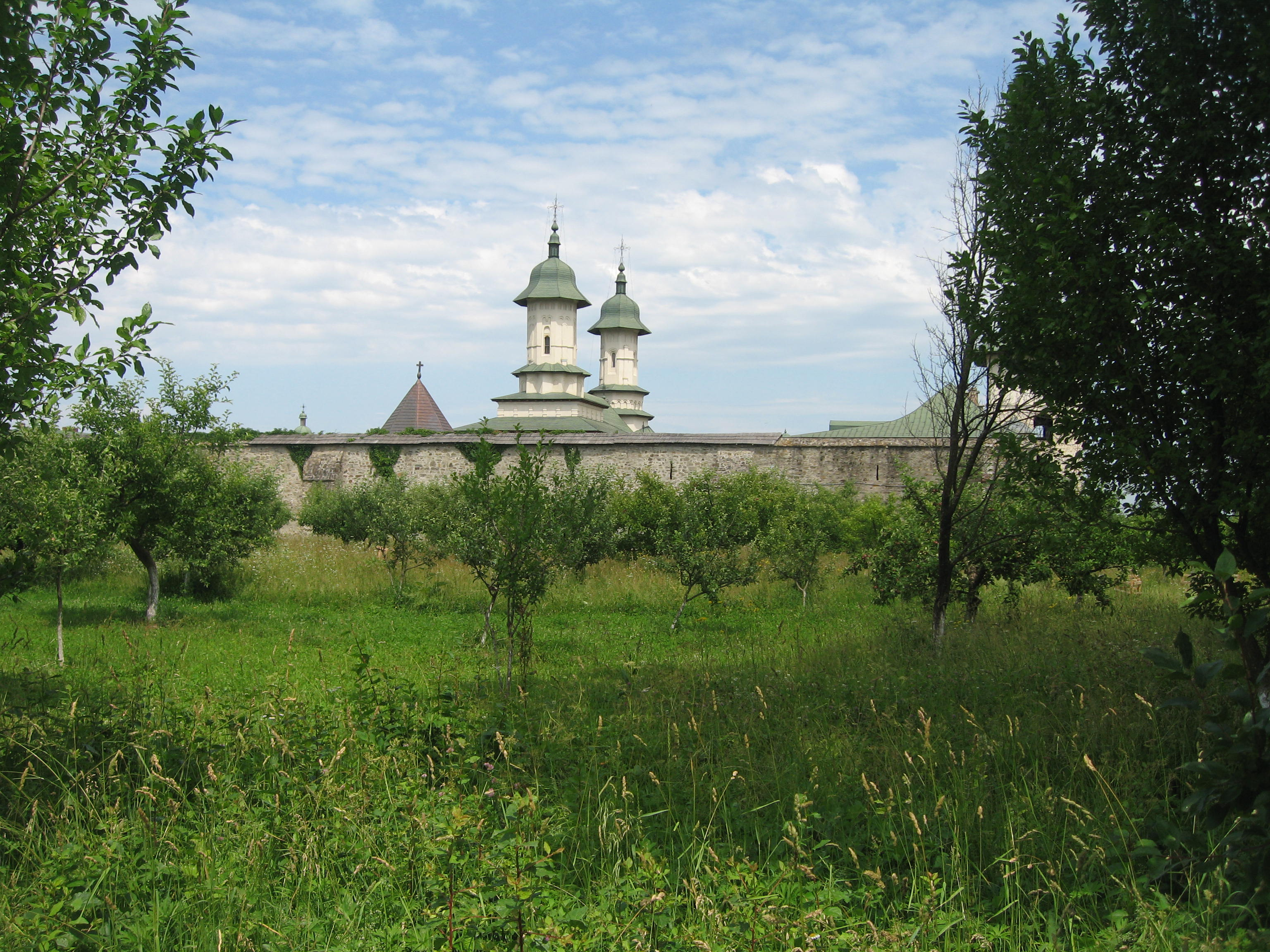
Mănăstirea Râșca
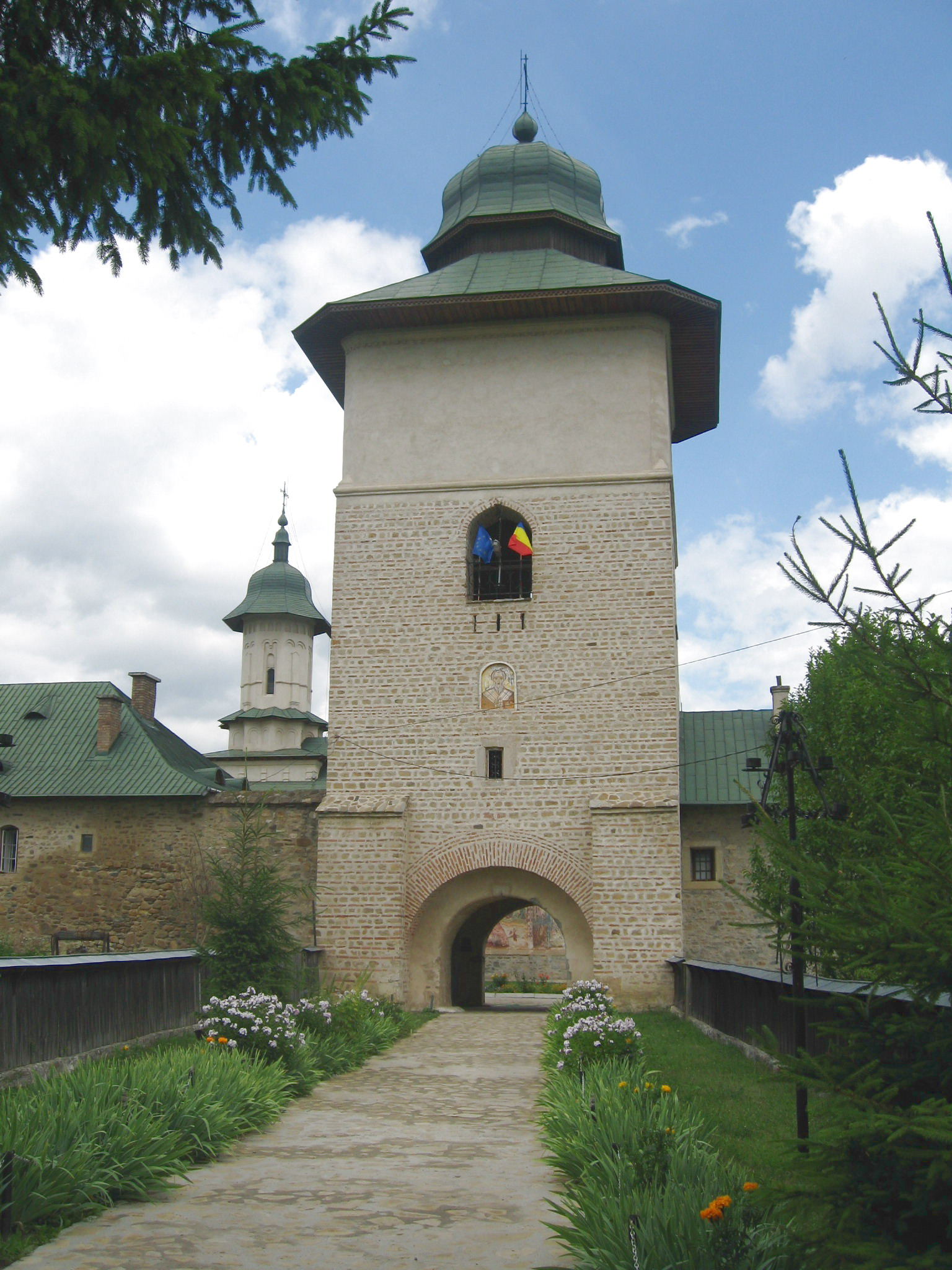
Turnul clopotniță
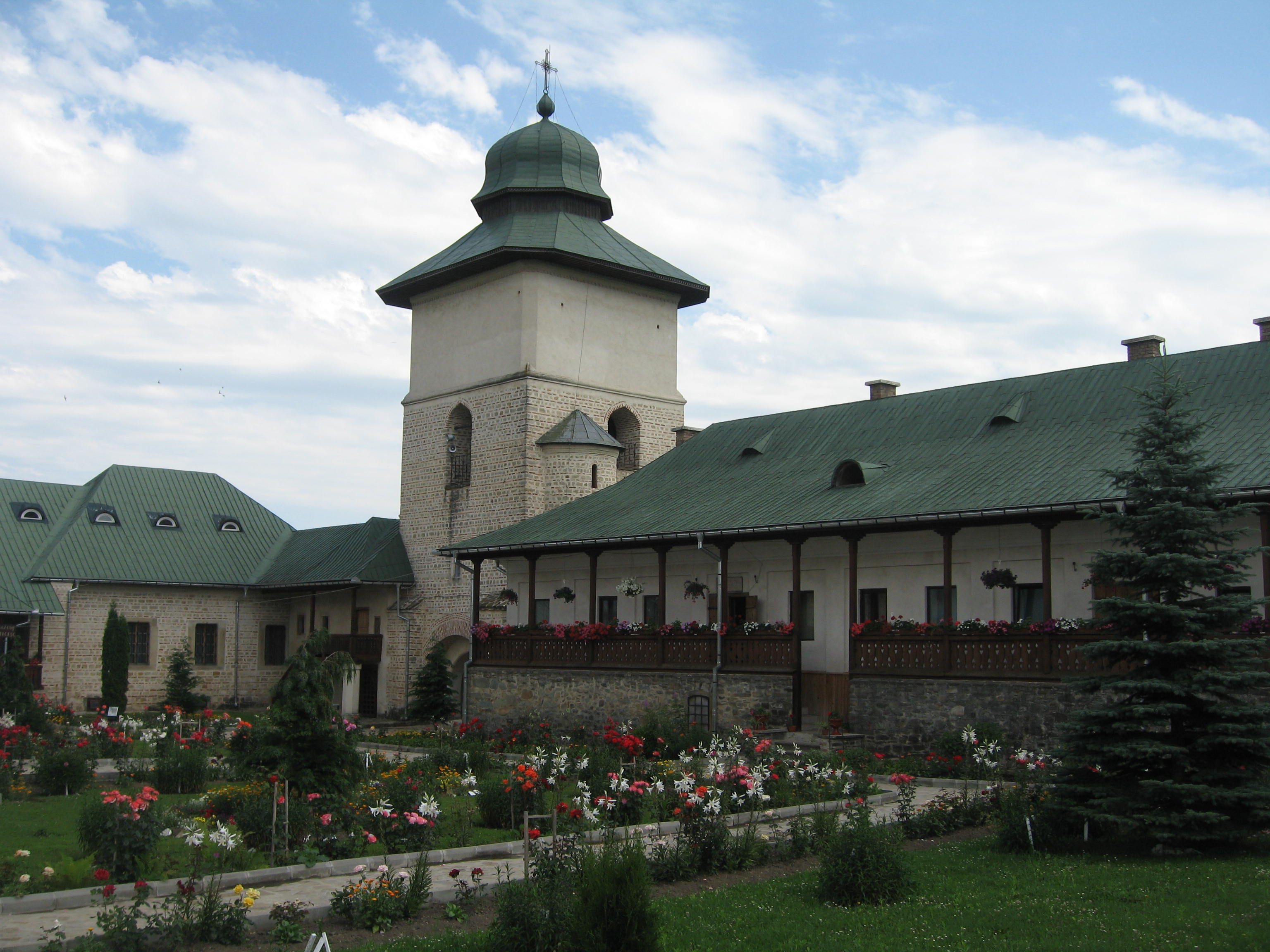
Magazinul de obiecte bisericești, turnul clopotniță și chiliile
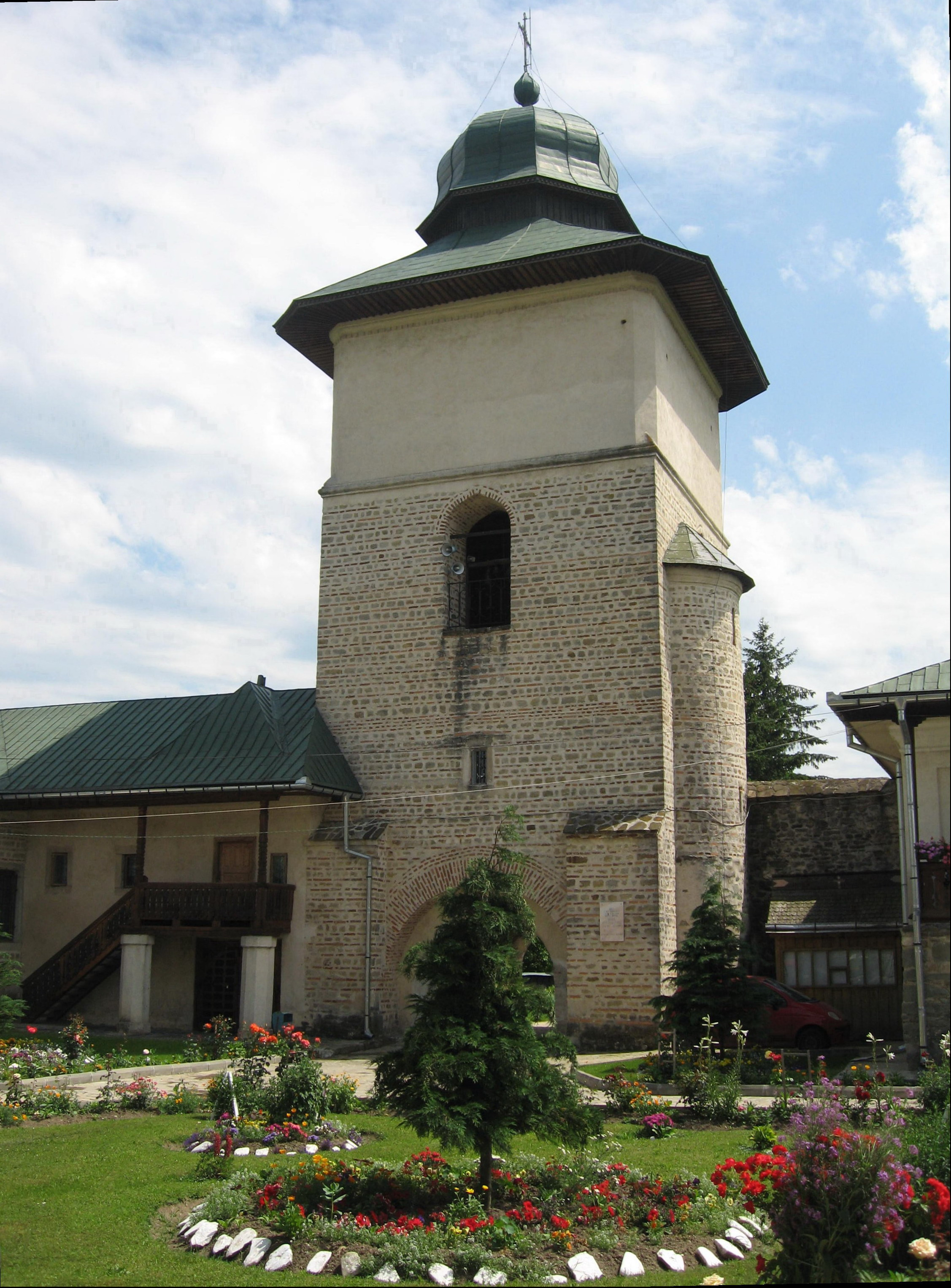
Turnul clopotniță
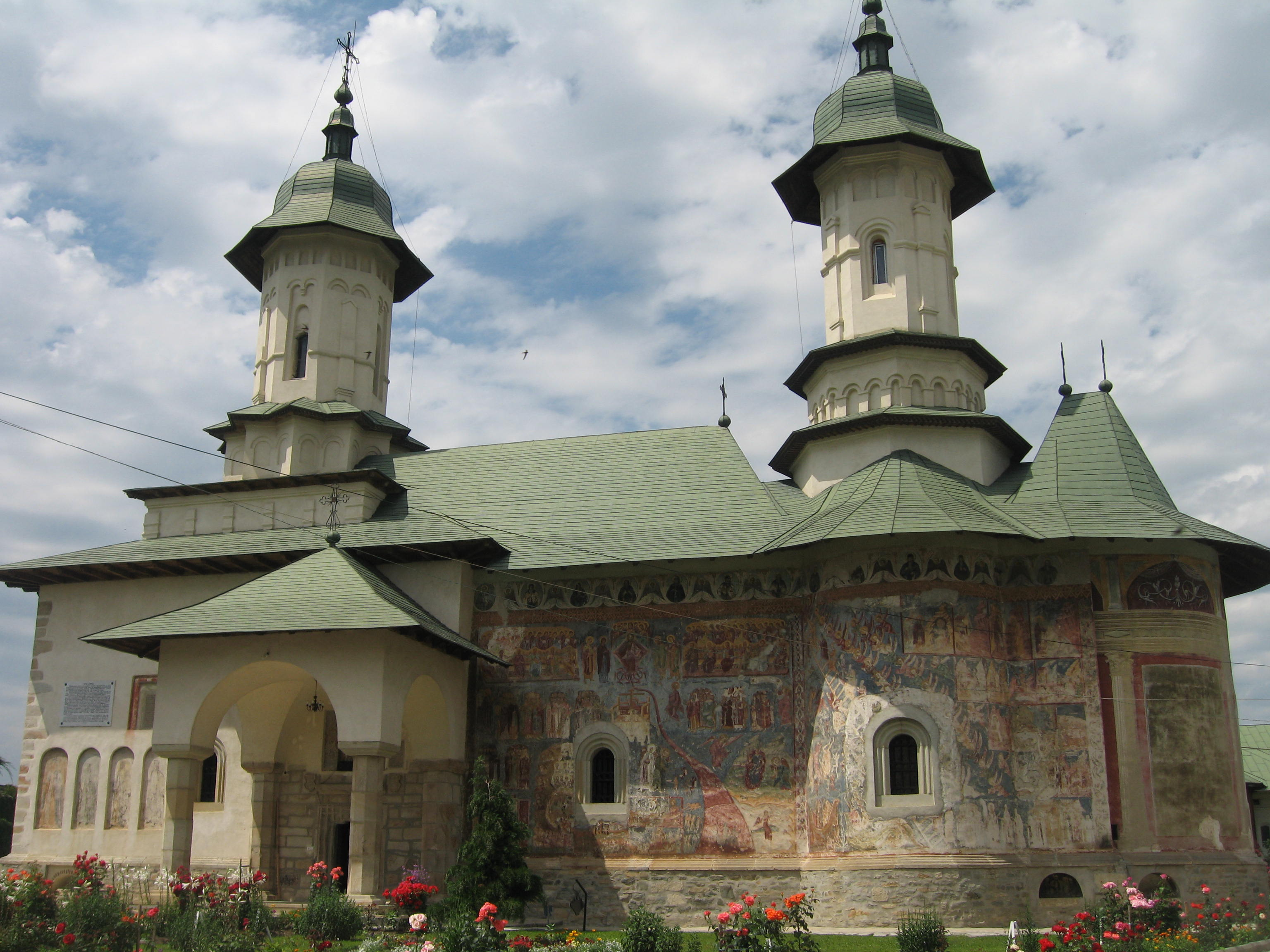
Pictura exterioară a bisericii
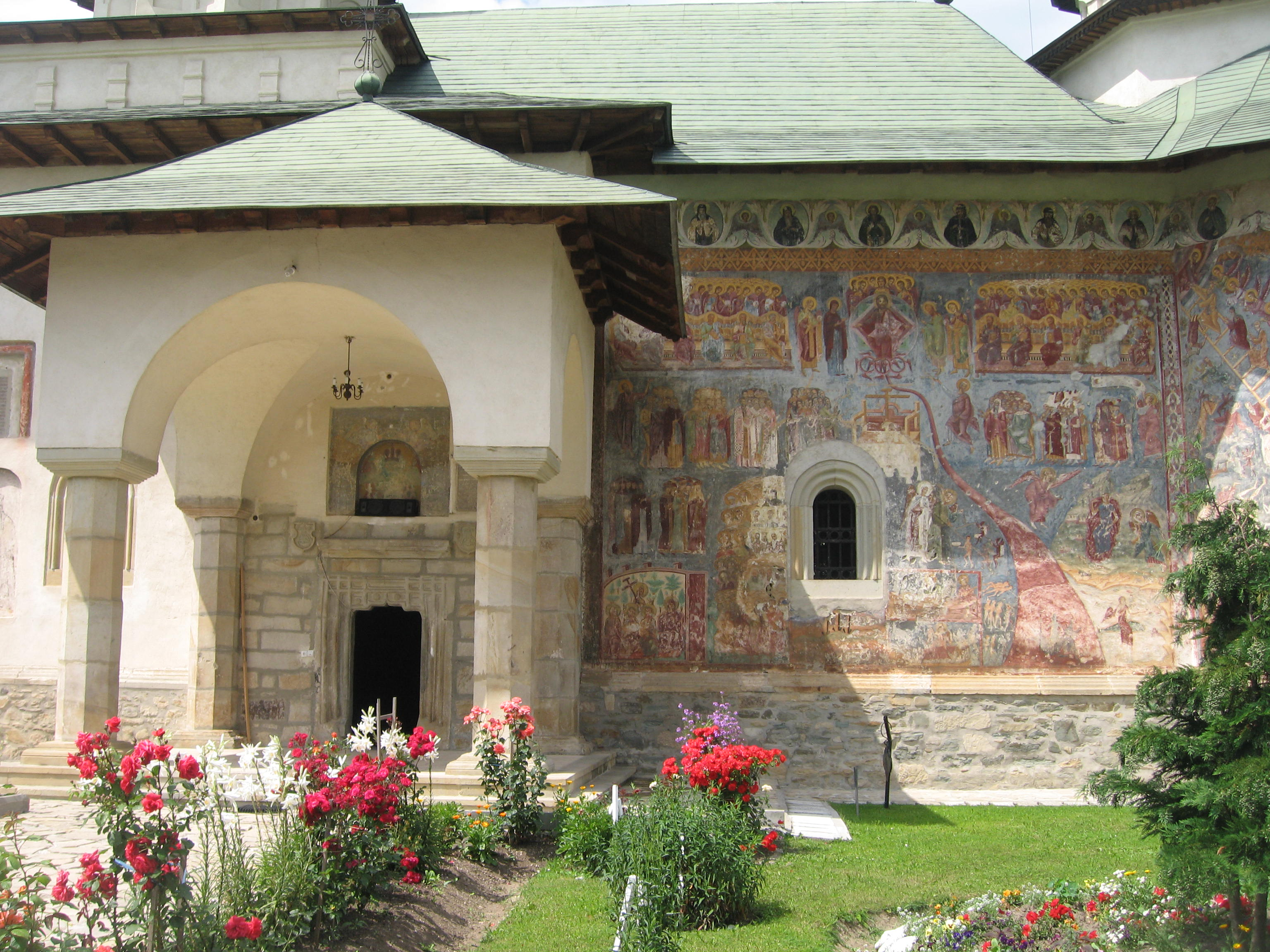
Detaliu al intrării în biserică - portalul mic și deschis de pe latura de vest
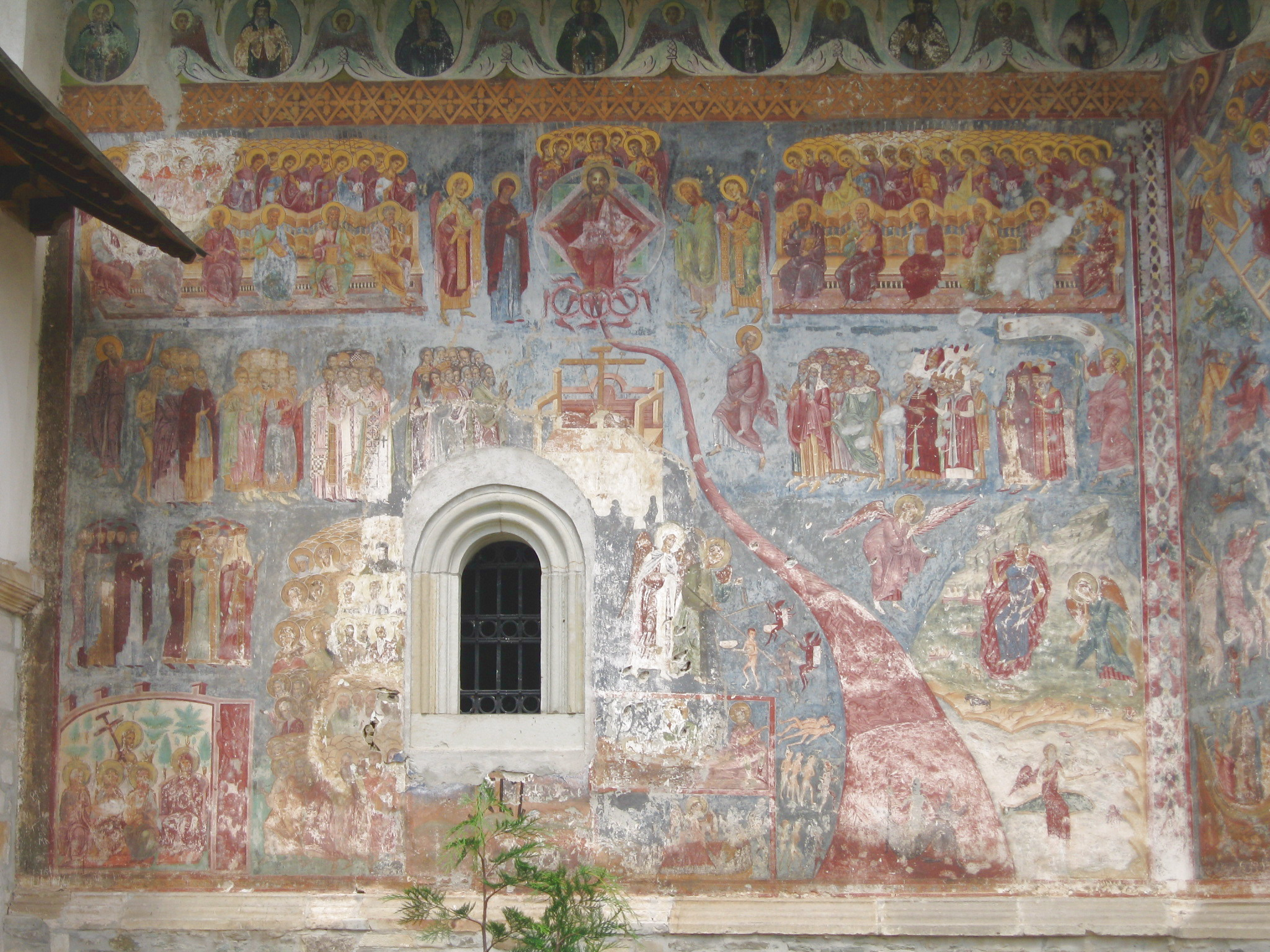
Pictura exterioară a bisericii
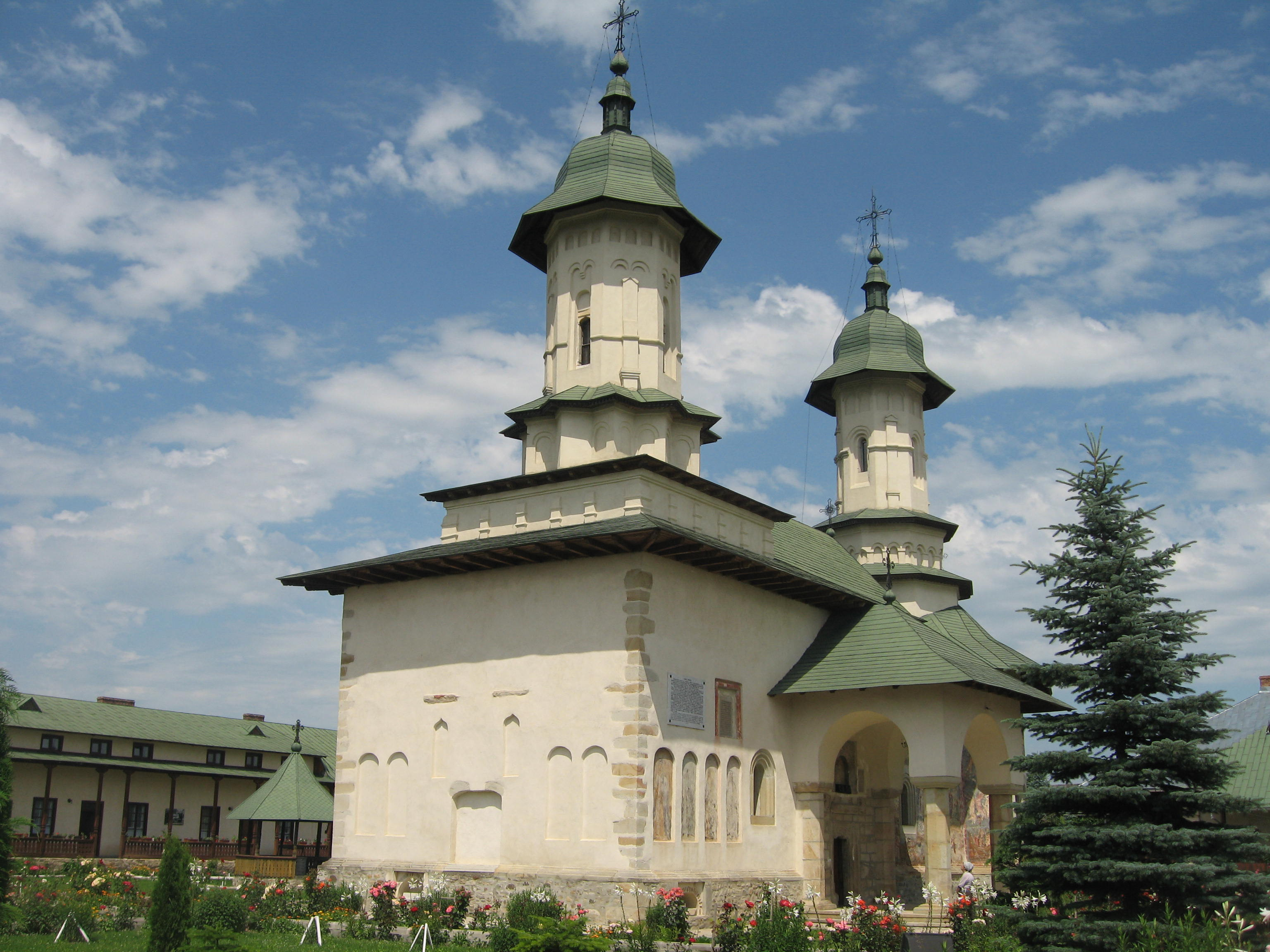
Biserica
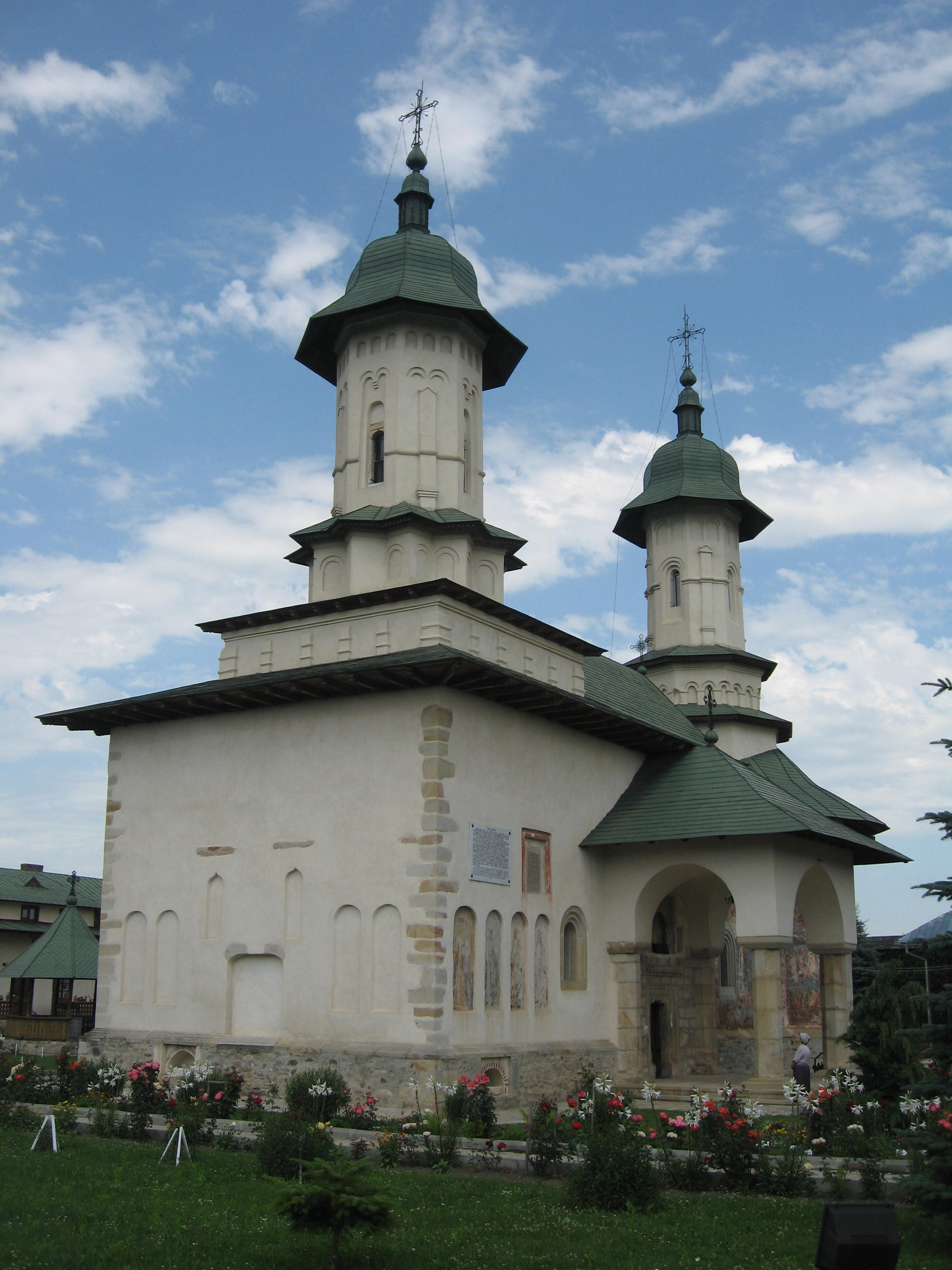
Biserica
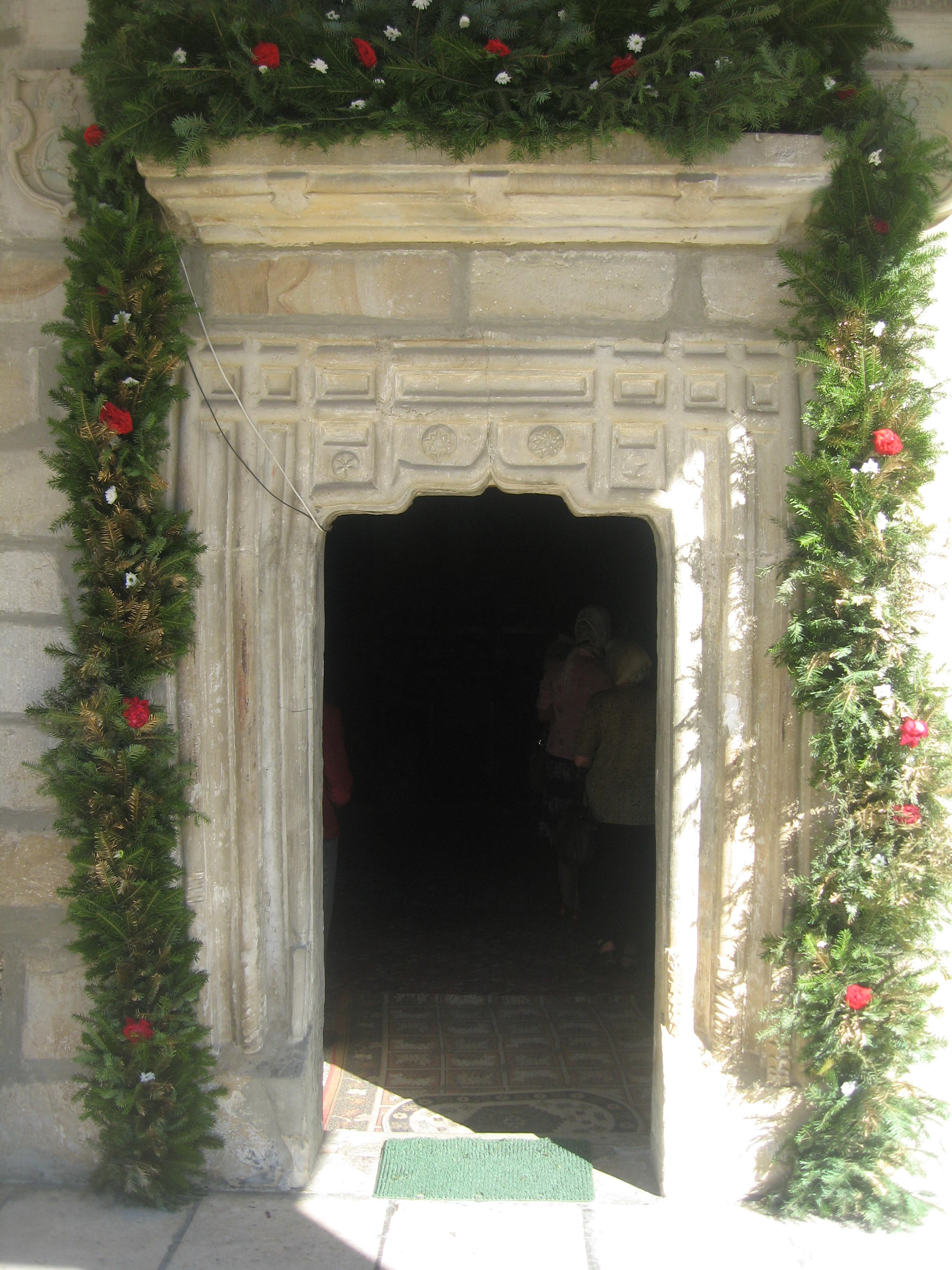
Portalul de intrare în biserică
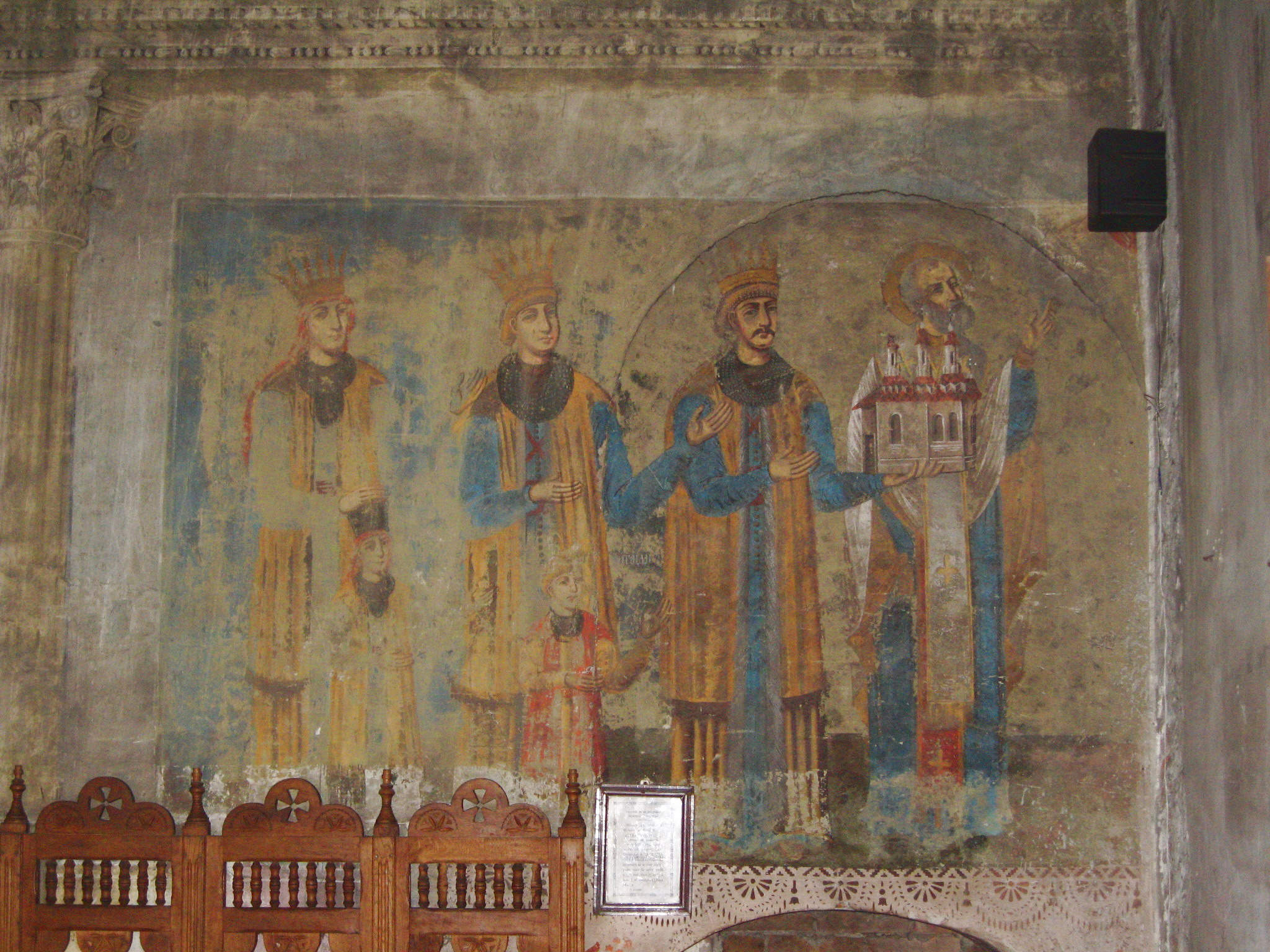
Tabloul votiv din biserică
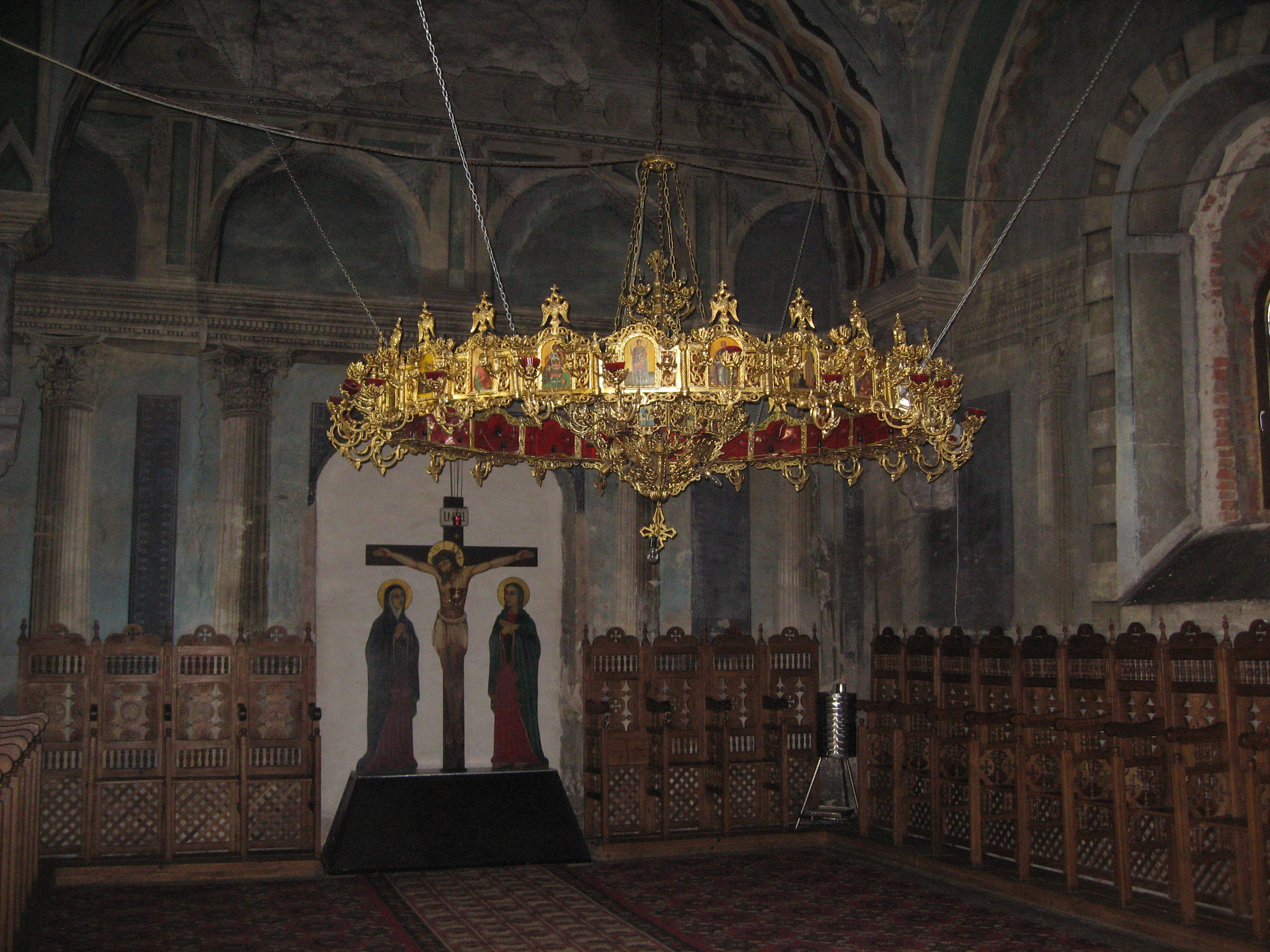
Policandru în pridvor
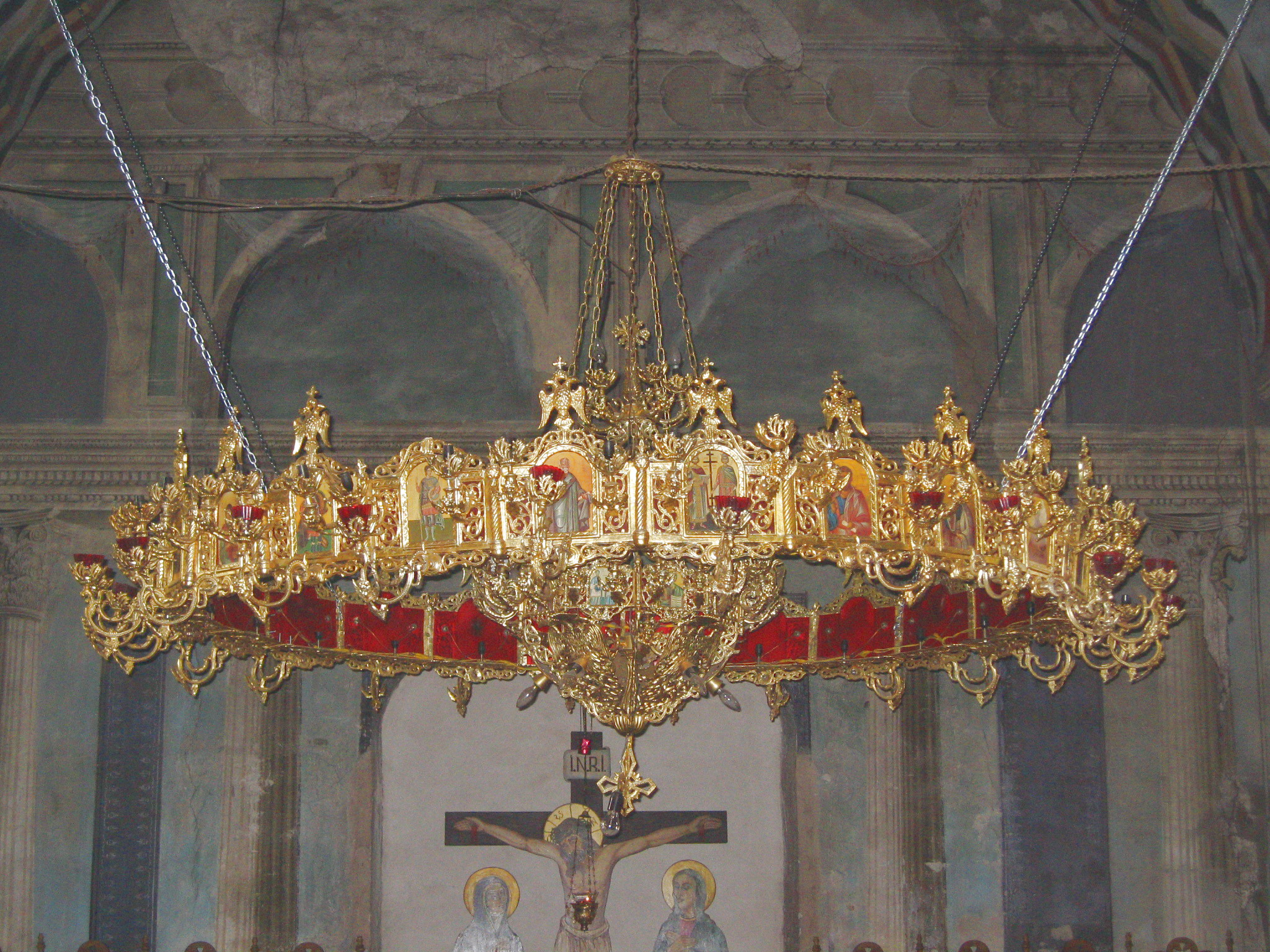
Policandru - detaliu
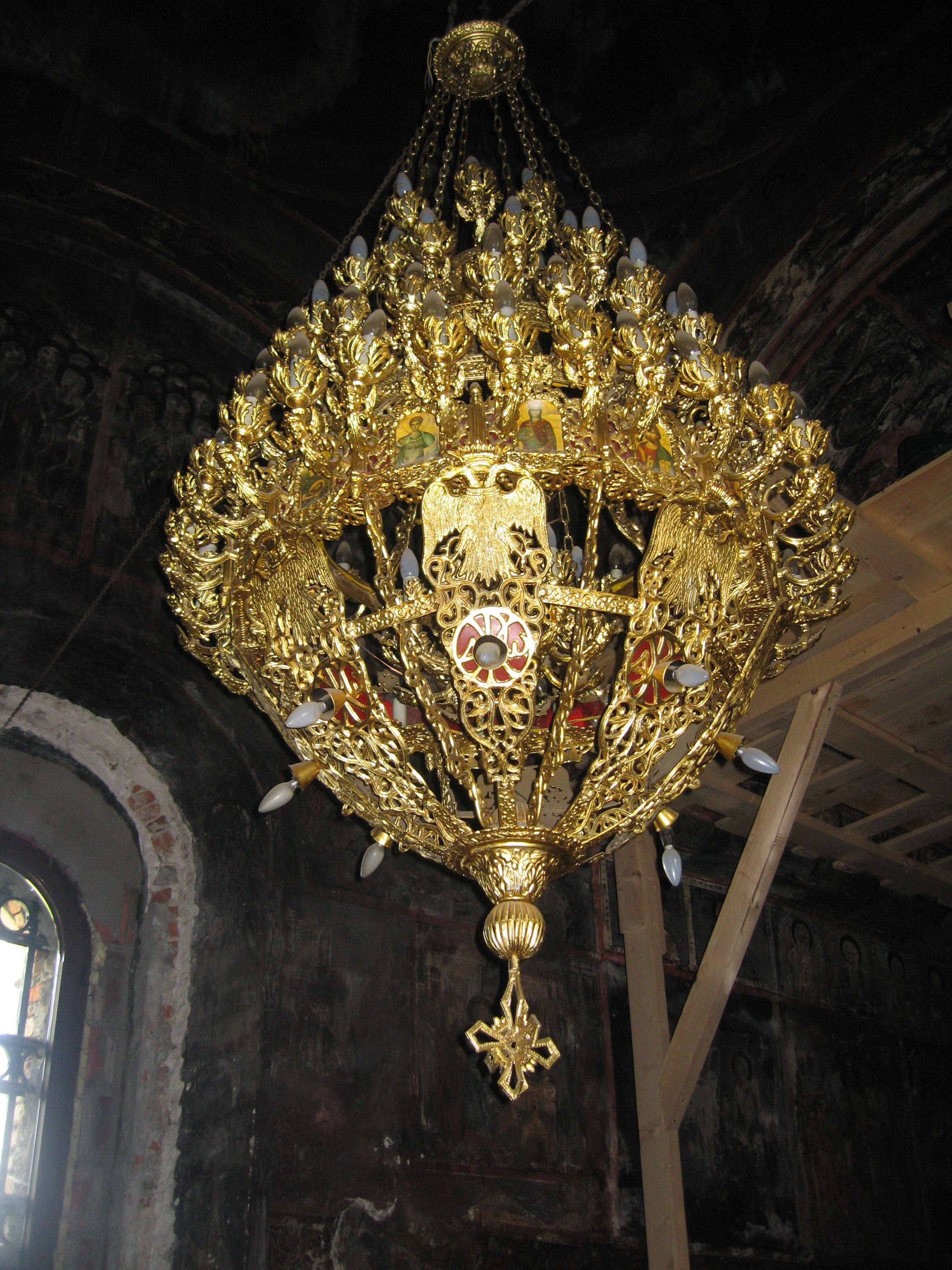
Candelabru în pronaos
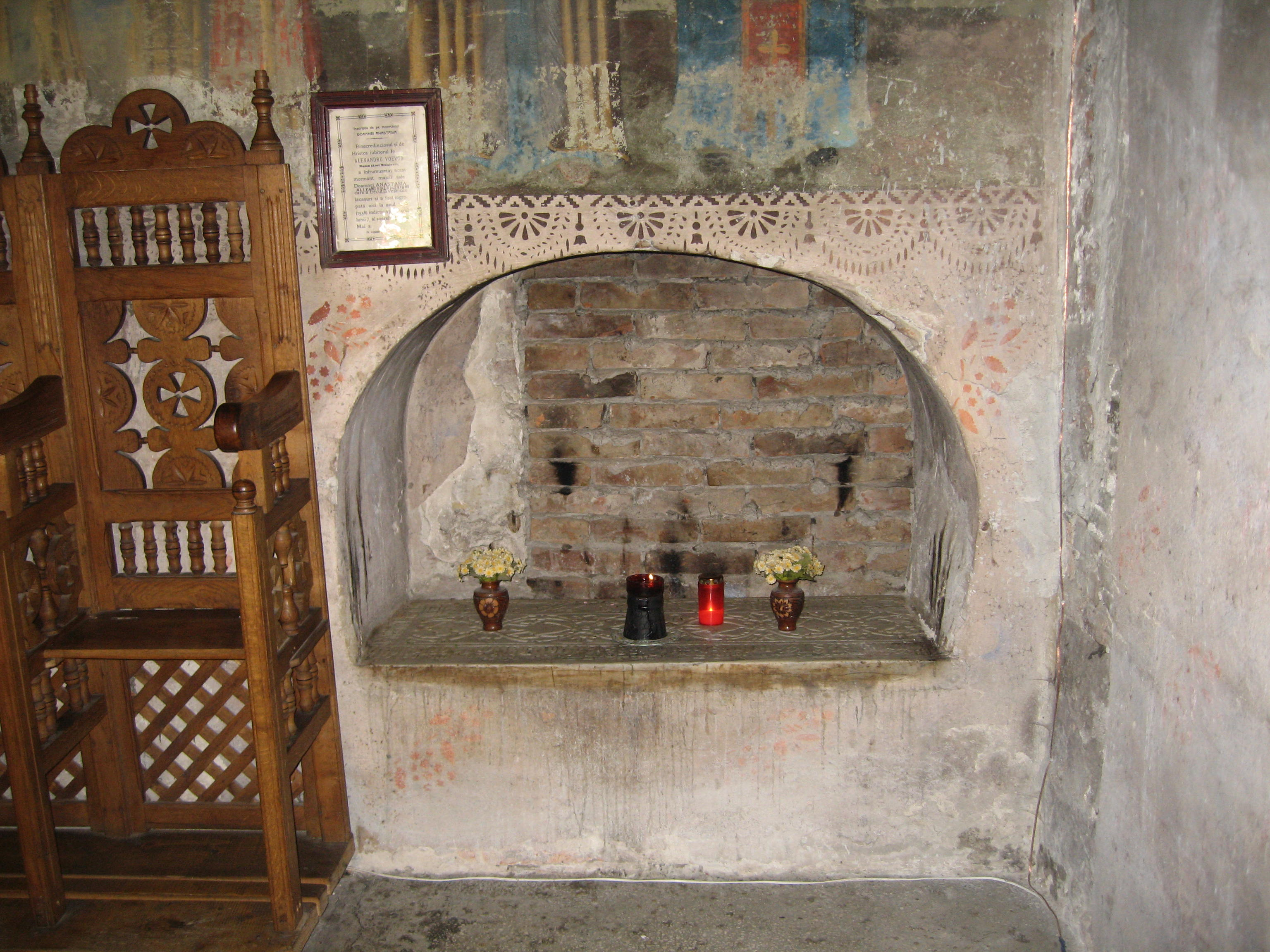
Piatră de mormânt din biserică
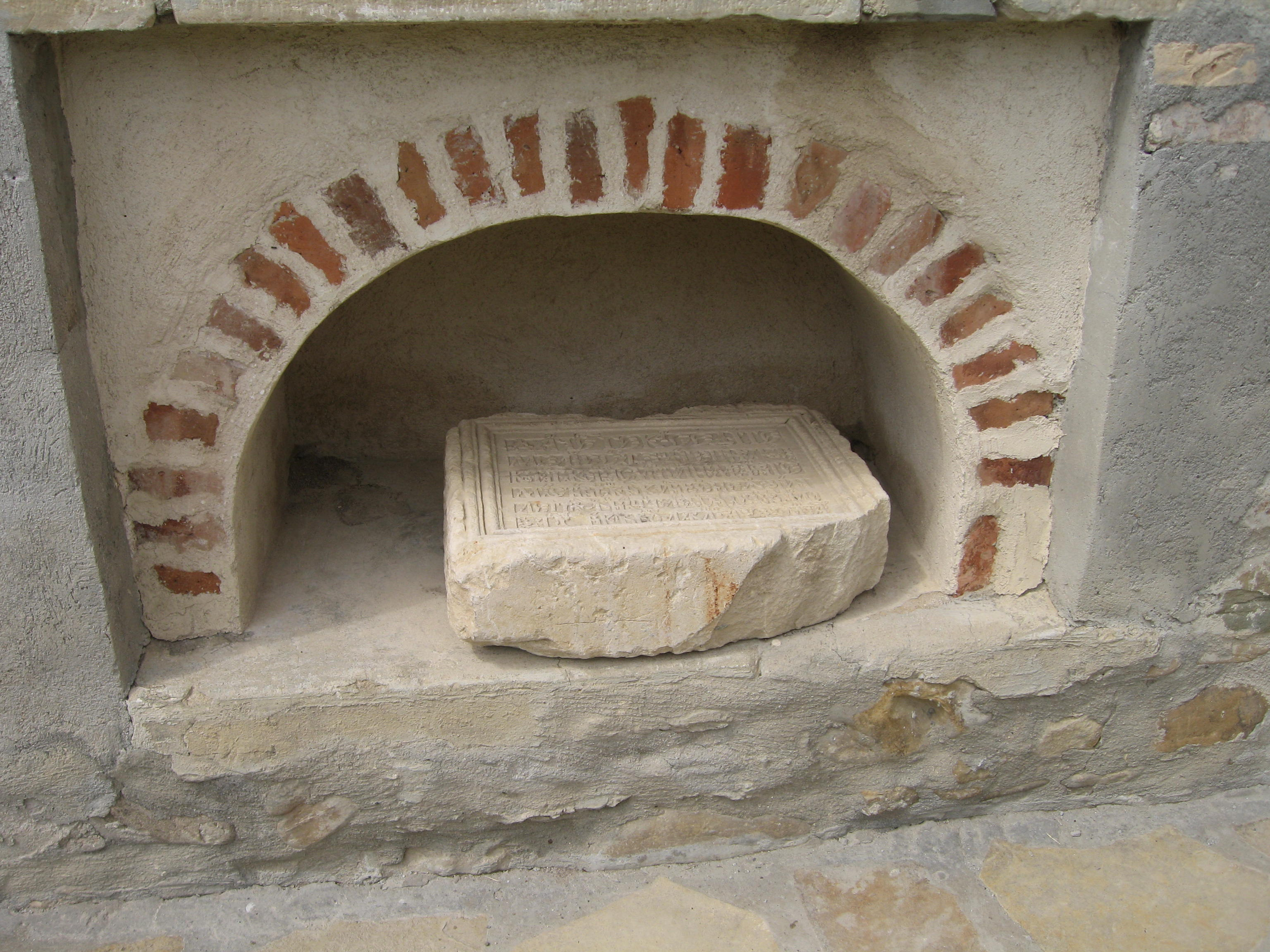
Gropniță în zidul exterior al bisericii
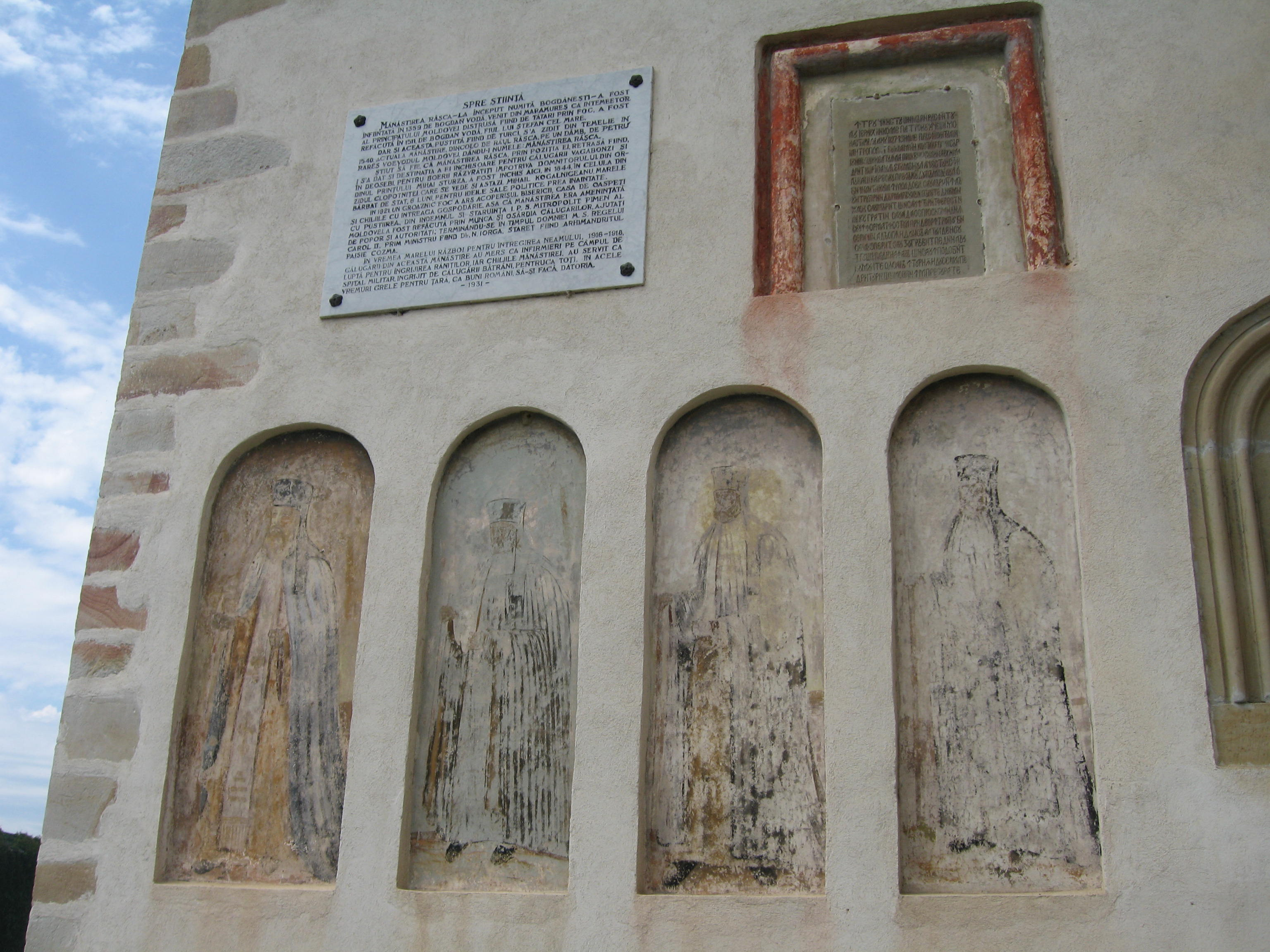
Pictură pe zidul exterior al bisericii
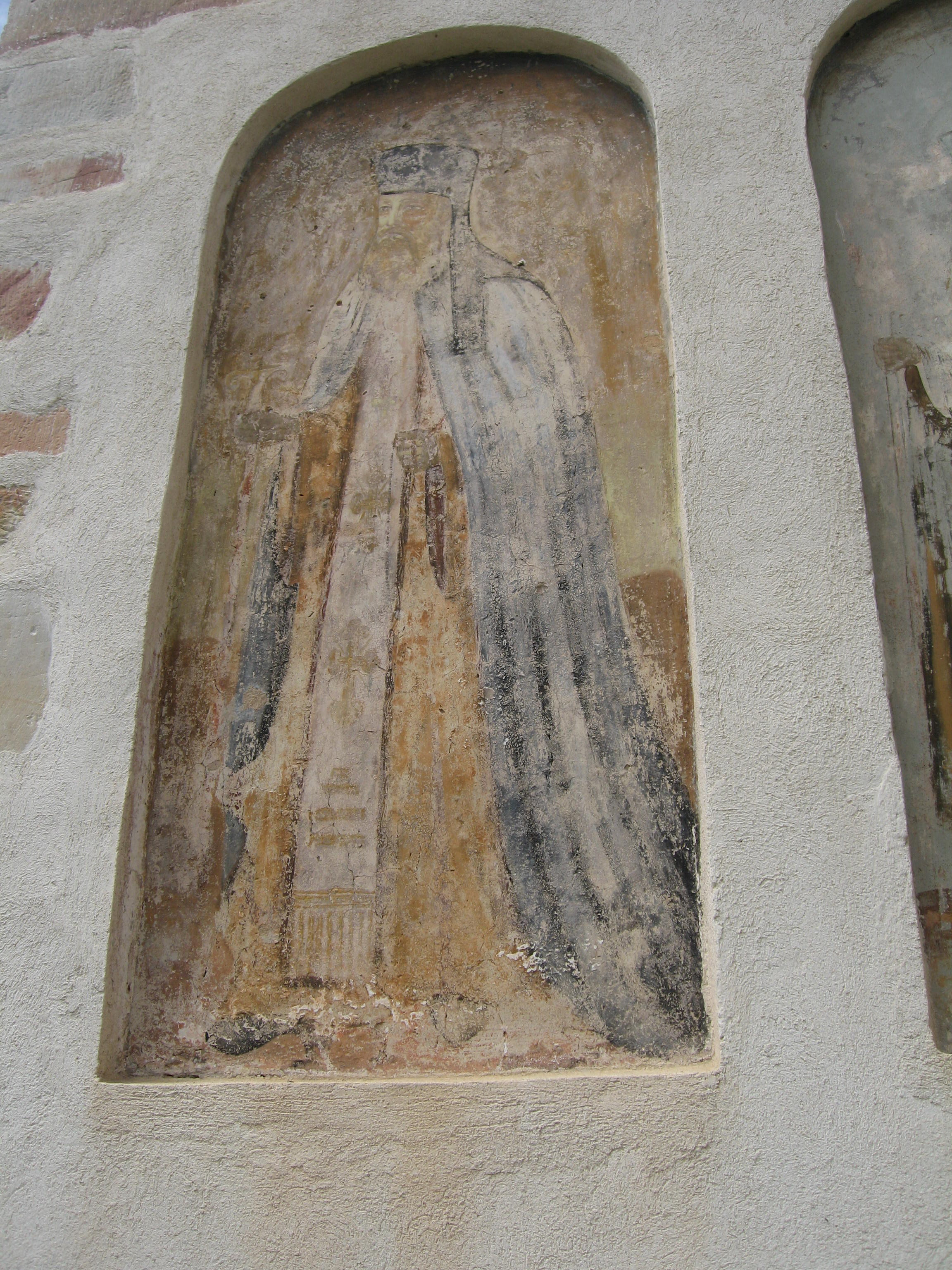
Pictură pe zidul exterior al bisericii
Chiliile de pe latura vestică
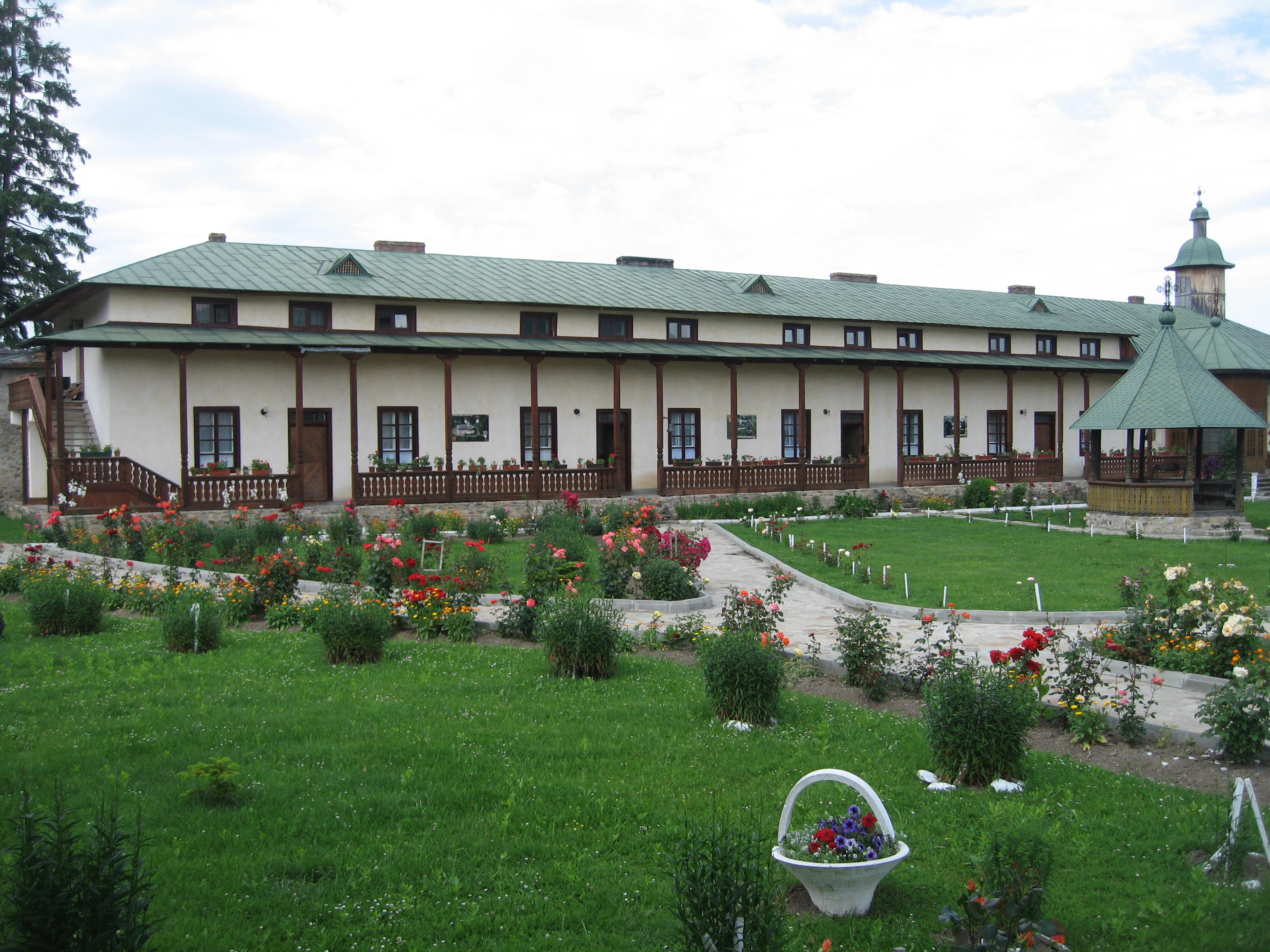
Chiliile de pe latura estică
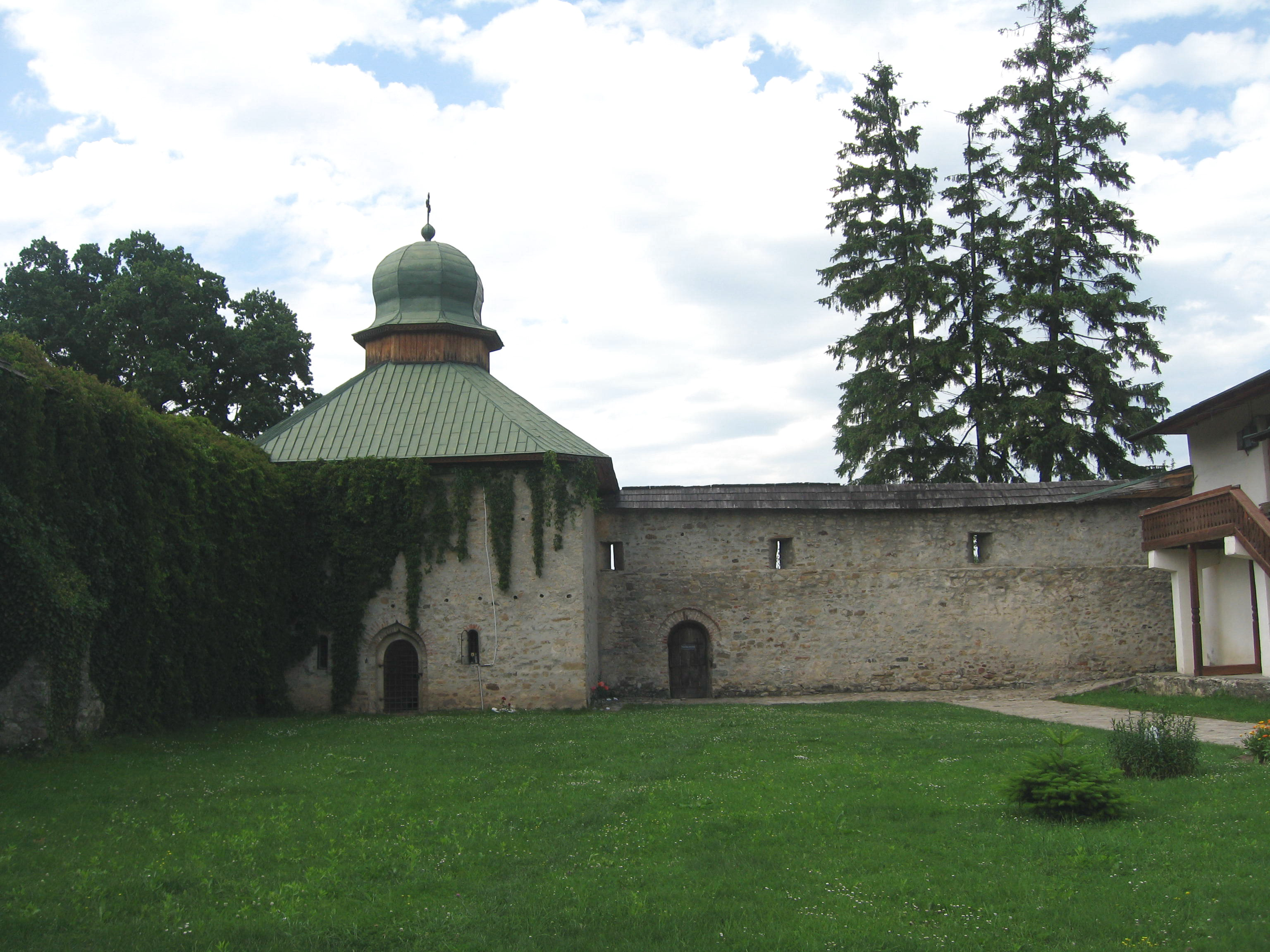
Zid de incintă
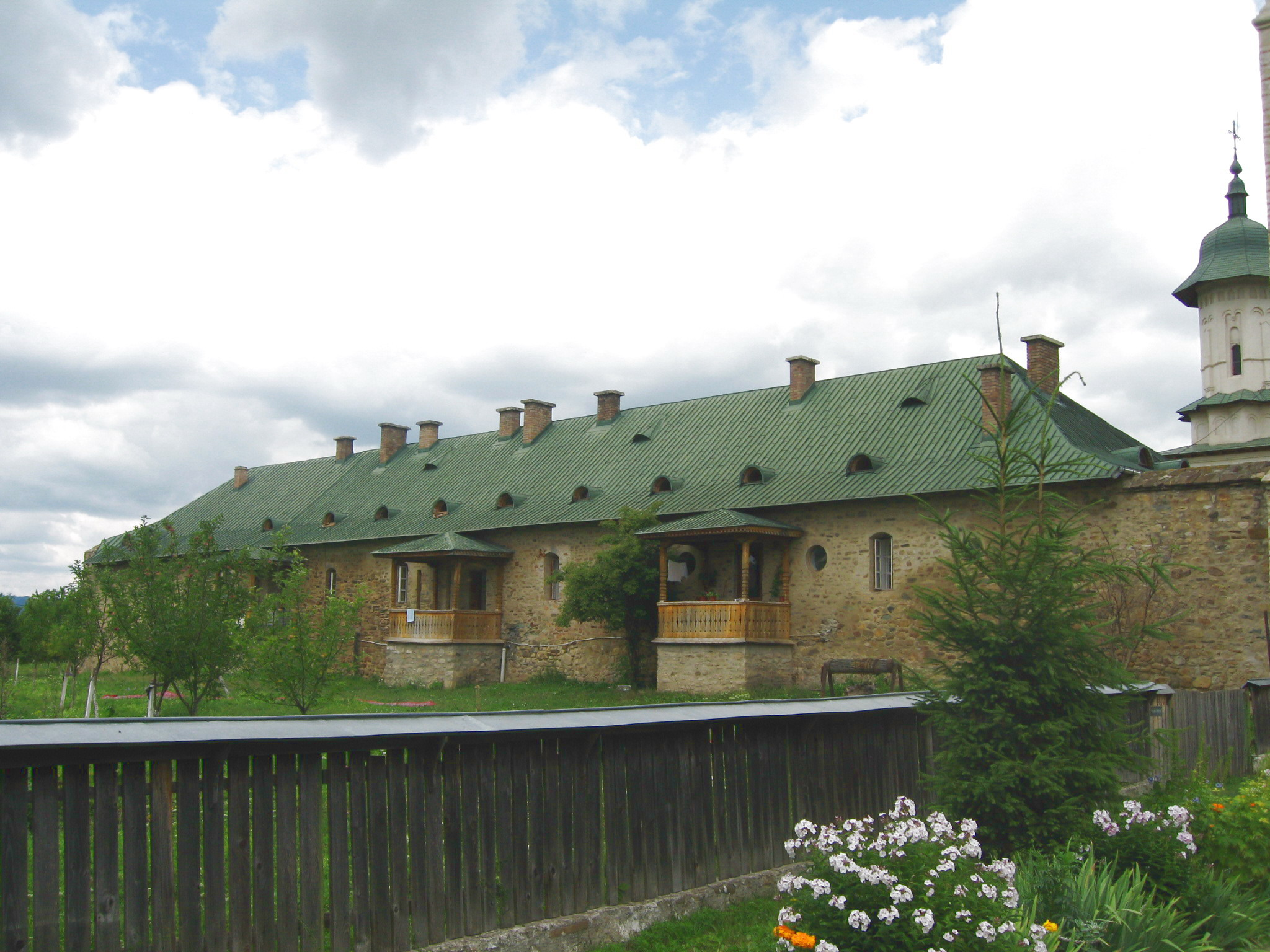
Zid de incintă
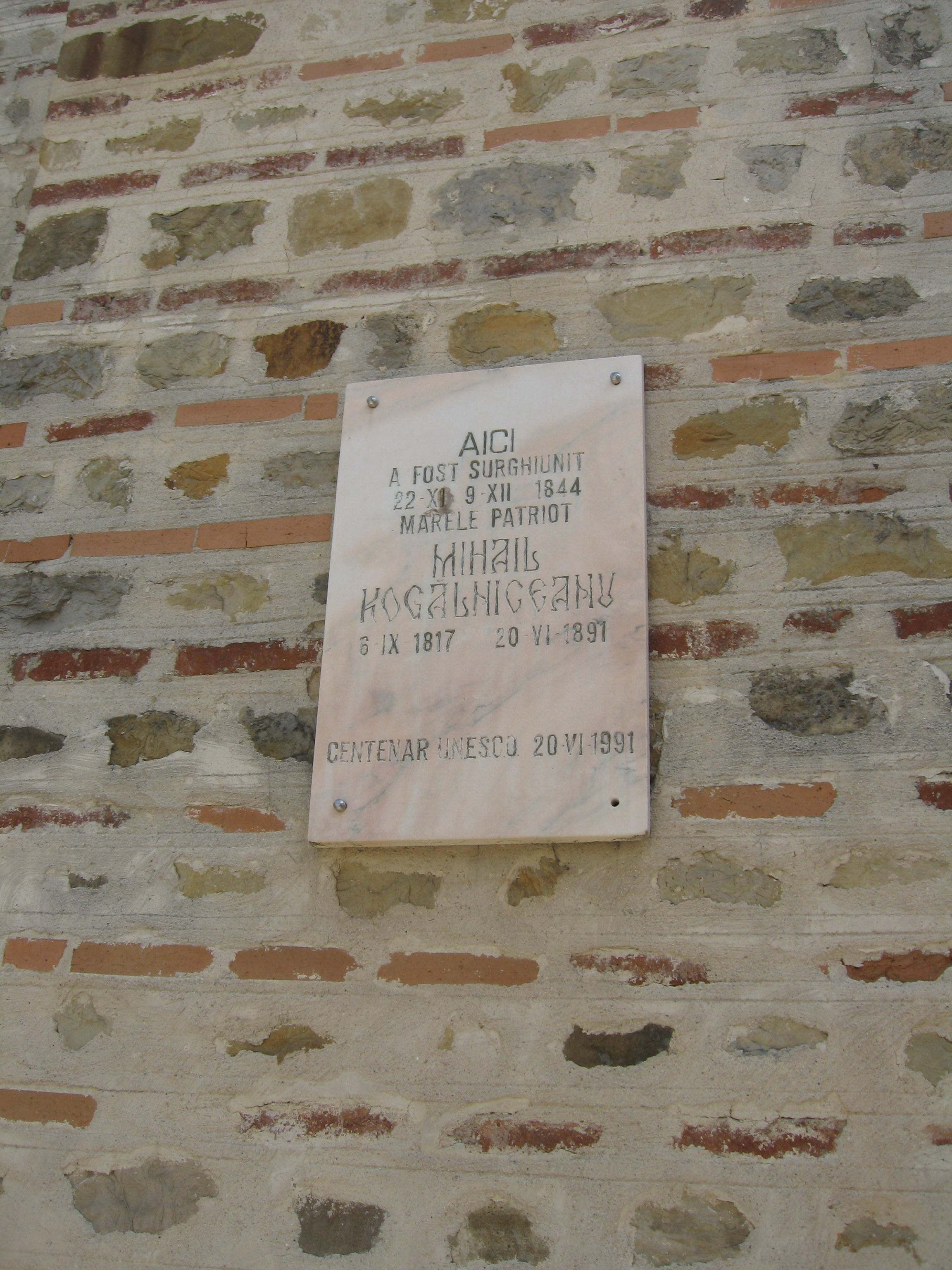
Placă de marmură pe turnul clopotniță
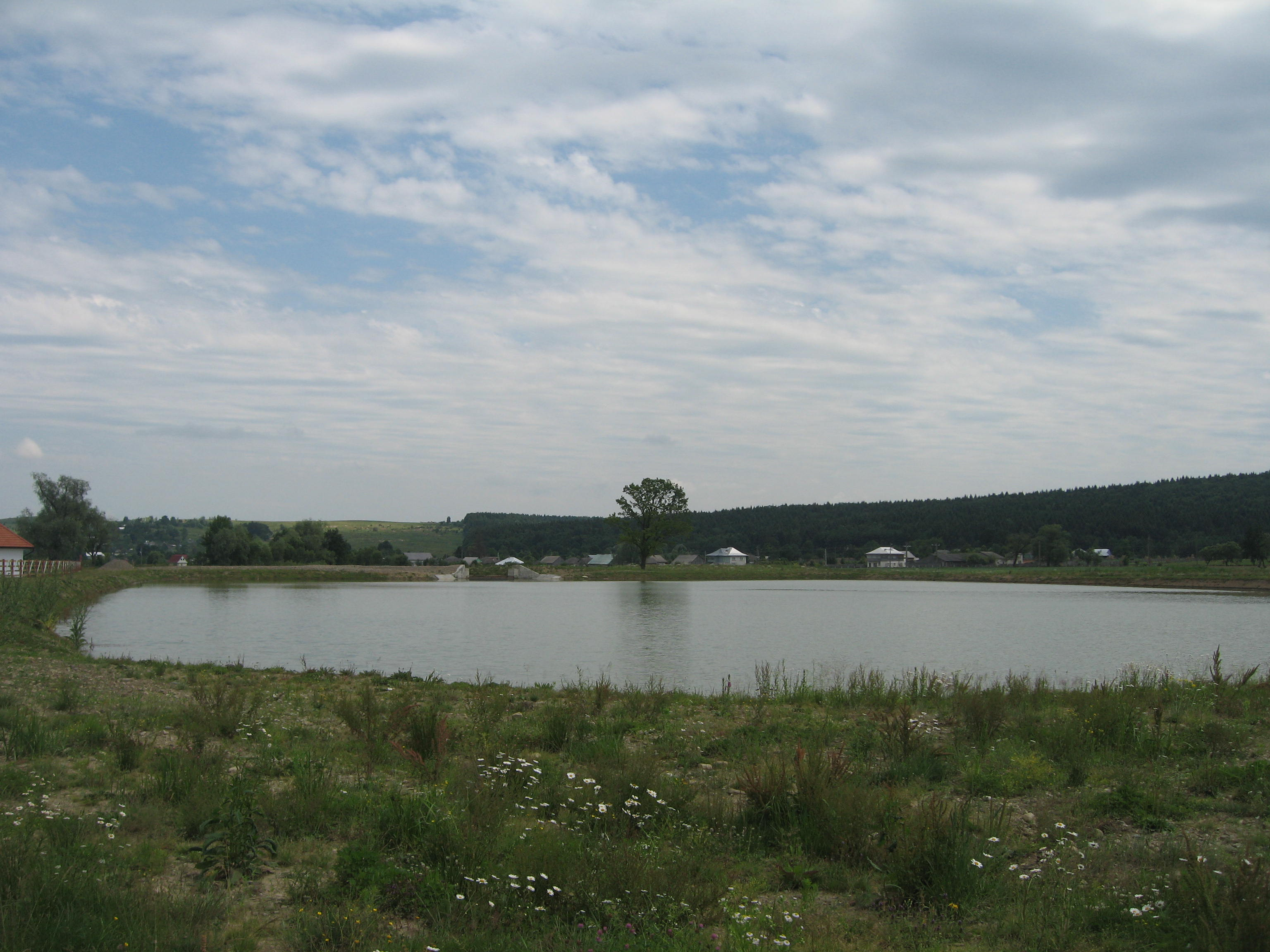
Lacul de pe râul Râșca